# Goryeo
Goryeo (hangul: 고려; hanja: 高麗; MR: Koryŏ; em coreano médio: 고ᇢ롕〮 / kwòwlyéy) foi um estado coreano fundado em 918, durante um período de divisão nacional chamado período dos Três Reinos Posteriores, que unificou e governou a Península Coreana até o estabelecimento de Joseon em 1392. Goryeo alcançou o que foi chamado de "verdadeira unificação nacional" pelos historiadores coreanos, pois não apenas unificou os Três Reinos Posteriores, mas também incorporou grande parte da classe dominante do reino do norte de Balhae, que tinha origens em Goguryeo dos primeiros Três Reinos da Coreia. De acordo com historiadores coreanos, foi durante o período Goryeo que as identidades individuais de Goguryeo, Baekje e Silla foram fundidas com sucesso em uma única entidade que se tornou a base da identidade coreana moderna. O nome "Coreia" é derivado do nome de Goryeo, também romanizado como Koryŏ, que foi usado pela primeira vez no início do século V por Goguryeo;  Goryeo foi um estado sucessor de Goguryeo Posterior e Goguryeo.
Ao longo de sua existência, Goryeo, juntamente com a Silla Unificada, foi conhecida como a "Era de Ouro do Budismo" na Coreia. Como religião do estado, o budismo atingiu seu maior nível de influência na história da Coreia, com 70 templos somente na capital no século XI. O comércio floresceu em Goryeo, com comerciantes vindos de lugares tão distantes como o Médio Oriente.   A capital da atual Kaesong, Coreia do Norte, era um centro de comércio e indústria. Goryeo foi um período de grandes conquistas na arte e cultura coreanas.
Durante seu apogeu, Goryeo lutou constantemente com impérios do norte, como os Liao (Quitais) e Jin (Jurchéns). Foi invadido pelo Império Mongol e tornou-se um estado vassalo da Dinastia Yuan nos séculos XIII e XIV, mas atacou o Yuan e recuperou territórios à medida que o Yuan declinava. Isto é considerado pelos estudiosos coreanos modernos como a Doutrina de Expansão do Norte de Goryeo (hangul: 북진 정책) para recuperar terras ancestrais anteriormente pertencentes a Goguryeo. Embora valorizasse a educação e a cultura, Goryeo foi capaz de mobilizar um poder militar considerável em tempos de guerra. Ela defendeu-se de enormes exércitos dos Rebeldes dos Turbantes Vermelhos da China e de piratas japoneses profissionais nos seus últimos anos do século XIV. Um ataque final proposto contra a Dinastia Ming resultou num golpe de estado liderado pelo general Yi Sŏng-gye que pôs fim à dinastia Goryeo.

## Etimologia
O nome "Goryeo" (hangul: 고려; hanja: 高麗; MR: Koryŏ), que é a origem do nome "Coreia", foi originalmente usado por Goguryeo ( hangul: 고구려; hanja: 高句麗; MR: Koguryŏ) dos Três Reinos da Coreia, começando no início do século V.  Outras variantes atestadas do nome também foram registradas como Gori (高離/槀離/稾離) e Guryeo (句麗). Houve várias especulações sobre a divisão de Goguryeo como um nome, sendo as mais comuns go que significa "alto", "nobre" e guri que significa "castelo", relacionado à palavra gol usada durante a Idade Média Goryeo que significa "lugar". Em 918, Goryeo foi fundada como sucessora de Goguryeo e herdou seu nome.  Historicamente, Goguryeo (37 a.C.–668 d.C.), mais tarde Goguryeo (901–918) e Goryeo (918–1392) usaram o nome "Goryeo".  Seus nomes historiográficos foram implementados no Samguk sagi no século XII.  Goryeo também usou os nomes Samhan e Haedong, que significam "Leste do Mar". 

## História

### Fundação

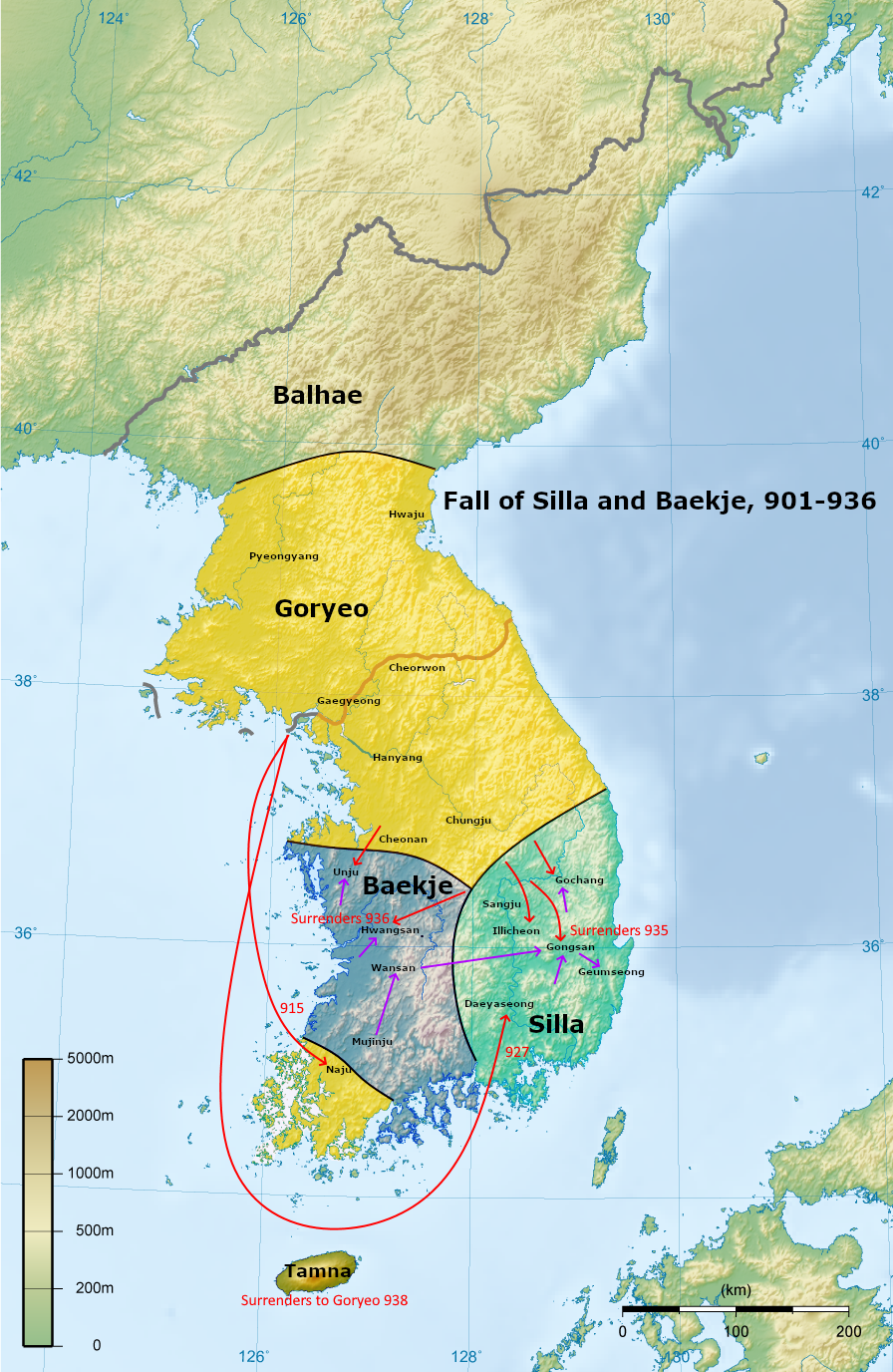
A conquista de Silla e Baekje por Goryeo

No final do século VII, o reino de Silla unificou os Três Reinos da Coreia e entrou em um período conhecido na historiografia como "Silla Unificado" ou "Silla Posterior". Mais tarde, Silla implementou uma política nacional de integração dos refugiados de Baekje e Goguryeo, chamada de "Unificação do Samhan", referindo-se aos Três Reinos da Coreia.  Silla organizou um novo exército central chamado Guseodang (hangul: 구서당; hanja: 九誓幢) que foi dividida em 3 unidades do povo Silla, 3 unidades do povo Goguryeo, 2 unidades do povo Baekje e 1 unidade do povo Mohe.  No entanto, os refugiados de Baekje e Goguryeo mantiveram as suas respectivas consciências colectivas e mantiveram um profundo ressentimento e hostilidade em relação a Silla.  Mais tarde, Silla foi inicialmente um período de paz, sem uma única invasão estrangeira durante 200 anos, e de comércio, uma vez que se envolveu no comércio internacional de lugares tão distantes como o Médio Oriente e manteve a liderança marítima no Leste Asiático.    A partir do final do século VIII, a Silla Posterior foi minada pela instabilidade devido à turbulência política na capital e à rigidez de classe no sistema de classificação óssea, levando ao enfraquecimento do governo central e à ascensão do "hojok" (hangul: 호족; hanja: 豪族) senhores regionais.  O oficial militar Kyŏn Hwŏn reviveu Baekje em 892 com os descendentes dos refugiados de Baekje, e o monge budista Kung Ye reviveu Goguryeo em 901 com os descendentes dos refugiados de Goguryeo;   esses estados são chamados de Baekje Posterior e Goguryeo Posterior na historiografia, e junto com Silla Posterior formam os Três Reinos Posteriores.

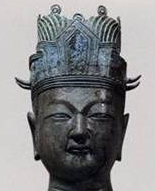
Estátua de bronze de Taejo, c. 951

Mais tarde, Goguryeo se originou nas regiões do norte de Silla posterior, que, junto com sua capital localizada na atual Kaesong, Coreia do Norte, eram as fortalezas dos refugiados de Goguryeo.   Entre os refugiados de Goguryeo estava Wang Kŏn,  um membro de um proeminente hojok marítimo baseado em Kaesong, que traçou sua ascendência até um grande clã de Goguryeo.    Wang Kŏn entrou no serviço militar sob o comando de Kung Ye aos 19 anos, em 896, antes de Goguryeo Posterior ser estabelecido, e ao longo dos anos acumulou uma série de vitórias sobre Baekje Posterior e ganhou a confiança do público. Em particular, usando suas habilidades marítimas, ele atacou persistentemente a costa de Baekje posterior e ocupou pontos-chave, incluindo a moderna Naju.  Kung Ye era instável e cruel: mudou a capital para Cheorwon em 905, mudou o nome do seu reino para Majin em 904 e depois para Taebong em 911, mudou o nome da sua era várias vezes, proclamou-se o Buda Maitreya, afirmou ler mentes e executou vários subordinados e familiares por paranóia.  Em 918, Kung Ye foi deposto por seus próprios generais, e Wang Kŏn foi elevado ao trono. Wang Kŏn, que postumamente seria conhecido pelo nome de seu templo de Taejo ou "Grande Progenitor", mudou o nome de seu reino de volta para "Goryeo", adotou o nome da era de "Mandato do Céu" e mudou a capital de volta para sua casa em Kaesong.  Goryeo considerava-se a sucessora de Goguryeo e reivindicava a Manchúria como seu legado legítimo.     Um dos primeiros decretos de Taejo foi repovoar e defender a antiga capital Goguryeo de Pyongyang, que estava em ruínas há muito tempo; depois, ele a renomeou como "Capital Ocidental" e, antes de morrer, deu grande importância a ela em suas Dez Injunções aos seus descendentes.  

### Unificação
Ao contrário de Kung Ye, que nutria animosidade vingativa por Silla, Taejo (Wang Kŏn) era magnânimo em relação ao reino enfraquecido. Em 927, Kyŏn Hwŏn, que havia jurado vingar o último rei de Baekje quando ele fundou Later Baekje, saqueou a capital de Later Silla, forçou o rei a cometer suicídio e instalou um fantoche no trono.  Taejo veio em auxílio de Silla Posterior, mas sofreu uma grande derrota nas mãos de Kyŏn Hwŏn perto da atual Daegu ; Taejo escapou por pouco com vida graças aos auto-sacrifícios dos generais Sin Sung-gyŏm e Kim Nak, e, depois disso, Baekje Posterior se tornou a potência militar dominante dos Três Reinos Posteriores.  No entanto, o equilíbrio de poder mudou para Goryeo com vitórias sobre Baekje Posterior em 930 e 934, e a anexação pacífica de Silla Posterior em 935. Taejo aceitou graciosamente a capitulação do último rei de Silla e incorporou a classe dominante de Silla Posterior.  Em 935, Kyŏn Hwŏn foi removido do trono por seu filho mais velho devido a uma disputa de sucessão e preso no templo Geumsansa, mas ele escapou para Goryeo três meses depois e foi recebido com deferência por seu antigo arquirrival.  Em 936, a pedido de Kyŏn Hwŏn, Taejo e Kyŏn Hwŏn conquistaram Baekje Posterior com um exército de 87.500 soldados, pondo fim ao período dos Três Reinos Posteriores.   Goryeo passou a incorporar uma grande parte do povo Balhae, cujos vínculos com Goguryeo eram compartilhados com Goryeo, aceitando a maior parte da realeza e nobreza em seu rebanho.
Após a destruição de Balhae pela dinastia quitai Liao em 927, o último príncipe herdeiro de Balhae e grande parte da classe dominante buscaram refúgio em Goryeo, onde foram calorosamente recebidos e receberam terras de Taejo. Além disso, Taejo incluiu o príncipe herdeiro Balhae na família real Goryeo, unificando os dois estados sucessores de Goguryeo e, de acordo com historiadores coreanos, alcançando uma "verdadeira unificação nacional" da Coreia.   De acordo com o Goryeosa jeolyo, os refugiados Balhae que acompanhavam o príncipe herdeiro somavam dezenas de milhares de famílias.  Como descendentes de Goguryeo, o povo Balhae e as dinastias Goryeo estavam relacionados.  Taejo sentia um forte parentesco familiar com Balhae, chamando-o de seu "país parente" e "país casado",  e protegia os refugiados de Balhae.  Isto contrastava fortemente com a Silla posterior, que tinha tido uma relação hostil com Balhae.  Taejo demonstrou forte animosidade em relação aos quitais que destruíram Balhae. A dinastia Liao enviou 30 enviados com 50 camelos como presente em 942, mas Taejo exilou os enviados para uma ilha e deixou os camelos passarem fome sob uma ponte, no que é conhecido como o "Incidente da Ponte Manbu".   Taejo propôs a Gaozu de Later Jin que atacassem os quitais em retaliação por Balhae, de acordo com o Zizhi Tongjian.  Além disso, nas suas Dez Injunções aos seus descendentes, ele afirmou que os quitais são “feras selvagens” e devem ser protegidos contra elas.  
O êxodo em massa dos refugiados de Balhae continuaria pelo menos até o início do século XII, durante o reinado do Rei Yejong.  [h] Devido a esse fluxo maciço constante de refugiados Balhae, especula-se que a população Goguryeoic em Goryeo tenha se tornado dominante     em proporção em comparação com suas contrapartes Silla e Baekje que passaram por guerras devastadoras e conflitos políticos    desde o advento dos Três Reinos Posteriores. No final dos Três Reinos Posteriores, os territórios povoados pelo povo Silla original e considerados como "Silla propriamente dito" (原新羅) foram reduzidos a Gyeongju e partes da vizinhança.  Mais tarde, Baekje se saiu apenas um pouco melhor que Silla antes de sua queda em 936. Enquanto isso, das três capitais de Goryeo, duas eram Kaesong e Pyongyang, que foram inicialmente povoadas por colonos Goguryeoic da região de Paeseo (hangul: 패서; hanja: 浿西) e Balhae.  No entanto, Goryeo procedeu à absorção pacífica da classe dominante de ambos os países e incorporou-a à sua burocracia; realizou casamentos políticos e distribuiu cargos de acordo com o seu estatuto anterior nos seus respectivos países.  Em contraste com o sistema de classificação de ossos de Silla, essas políticas abertas implementadas por Wang Kŏn permitiram que Goryeo desfrutasse de um grupo maior de burocratas e técnicos altamente qualificados, com a adição daqueles vindos de Silla e Baekje;  mais tarde, incutindo uma agenda única em termos de identidade entre seu povo. Durante o período de sua existência, Goryeo também aceitou uma grande quantidade de trabalhadores qualificados da China Medieval e de Tamna.   

### Reforma política

Pináculo de caibro em forma de cabeça de dragão e sino de vento, c. século X

Embora Goryeo tenha unificado a Península Coreana, os senhores regionais hojok permaneceram quase independentes dentro de seus domínios murados e representavam uma ameaça à monarquia. Para garantir alianças políticas, Taejo casou-se com 29 mulheres de famílias hojok proeminentes, gerando 25 filhos e 9 filhas.  Seu quarto filho, Gwangjong, chegou ao poder em 949 para se tornar o quarto governante de Goryeo e instituiu reformas para consolidar a autoridade monárquica. Em 956, Gwangjong libertou os prisioneiros de guerra e os refugiados que tinham sido escravizados pelos hojok durante o tumultuoso período dos Três Reinos Posteriores, diminuindo efectivamente o poder e a influência da nobreza regional e aumentando a população sujeita a impostos pelo governo central.   Em 958, aconselhado por Shuang Ji, um oficial chinês naturalizado da dinastia Zhou Posterior, Gwangjong implementou os exames de serviço civil gwageo, baseados principalmente no exame imperial da dinastia Tang. Isso também visava consolidar a autoridade monárquica. O gwageo permaneceu uma instituição importante na Coreia até sua abolição em 1894.  Em contraste com a tradicional "estrutura real/imperial dupla de Goryeo, sob a qual o governante era ao mesmo tempo rei, imperador e Filho do Céu", de acordo com Remco E. Breuker, Gwangjong usava um "sistema imperial completo".   Todos aqueles que se opuseram ou resistiram às suas reformas foram sumariamente expurgados. 
O sucessor de Gwangjong, Gyeongjong, instituiu a "Lei de Terras Estipêndio" em 976 para apoiar a nova burocracia do governo central estabelecida com base nas reformas de Gwangjong.  O governante seguinte, Seongjong, garantiu a centralização do governo e lançou as bases para uma ordem política centralizada.  Seongjong encheu a burocracia com novos burocratas, que, como produtos dos exames do serviço público gwageo, foram educados para serem leais ao estado, e enviou funcionários nomeados centralmente para administrar as províncias. Como resultado, o monarca controlava grande parte da tomada de decisões e sua assinatura era necessária para implementar decisões importantes.  Seongjong apoiou o confucionismo e, mediante proposta do estudioso confucionista Ch'oe Sŭng-no, a separação entre governo e religião.  Além disso, Seongjong lançou as bases para o sistema educacional de Goryeo: ele fundou a universidade nacional Gukjagam em 992, complementando as escolas já estabelecidas em Kaesong e Pyongyang por Taejo, e bibliotecas e arquivos nacionais em Kaesong e Pyongyang que continham dezenas de milhares de livros. 

### Guerra Goryeo-Quitai

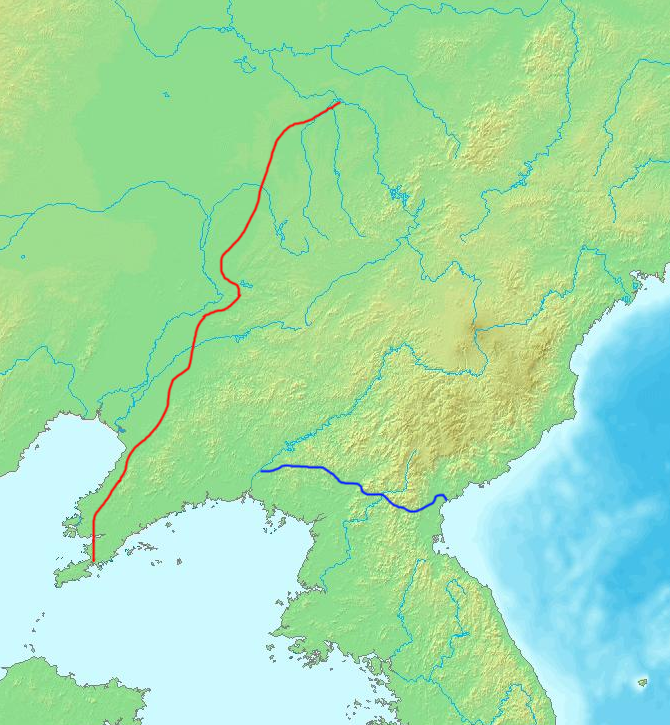
O Cheolli Jangseong (azul), um muro construído por Goryeo após a Guerra Goryeo-Quitai

Após o "Incidente da Ponte Manbu" de 942, Goryeo se preparou para um conflito com o Império Quitai: Jeongjong estabeleceu uma força de reserva militar de 300.000 soldados chamada "Exército Resplandecente" em 947, e Gwangjong construiu fortalezas ao norte do Rio Chongchon, expandindo-se em direção ao Rio Yalu.   No entanto, uma tentativa de controlar a bacia do rio Yalu em 984 falhou devido ao conflito com os Jurchens.  Os Khitans consideraram Goryeo uma ameaça potencial e, com o aumento das tensões, invadiram em 993.  Os Jurchens avisaram Goryeo sobre a invasão duas vezes. A princípio, Goryeo não acreditou na informação, mas, após o segundo aviso, mudou de ideia e adotou uma estratégia defensiva. Os coreanos foram derrotados em seu primeiro encontro com os Khitans, mas conseguiram deter seu avanço em Anyung-jin (na moderna Anju, província de Pyongan do Sul), no rio Chongchon.    As negociações começaram entre o comandante de Goryeo, Sŏ Hŭi, e o comandante de Liao, Xiao Sunning. Concluindo, Goryeo entrou em uma relação tributária nominal com Liao, rompendo relações com Song, e Liao reconheceu a soberania de Goryeo sobre as terras a leste do Rio Yalu. Goryeo ficou livre para lidar com os Jurchens ao sul do Yalu e em 994-996, Sŏ Hŭi liderou um exército para a área e construiu fortes.   Posteriormente, Goryeo estabeleceu os "Seis Assentamentos de Guarnição a Leste do Rio" no seu novo território.    Em 994, Goryeo propôs a Song um ataque militar conjunto a Liao, mas foi recusado;  anteriormente, em 985, quando Song propôs um ataque militar conjunto a Liao, Goryeo recusou.  Por um tempo, Goryeo e Liao desfrutaram de um relacionamento amigável.  Em 996, Seongjong casou-se com uma princesa Liao. 

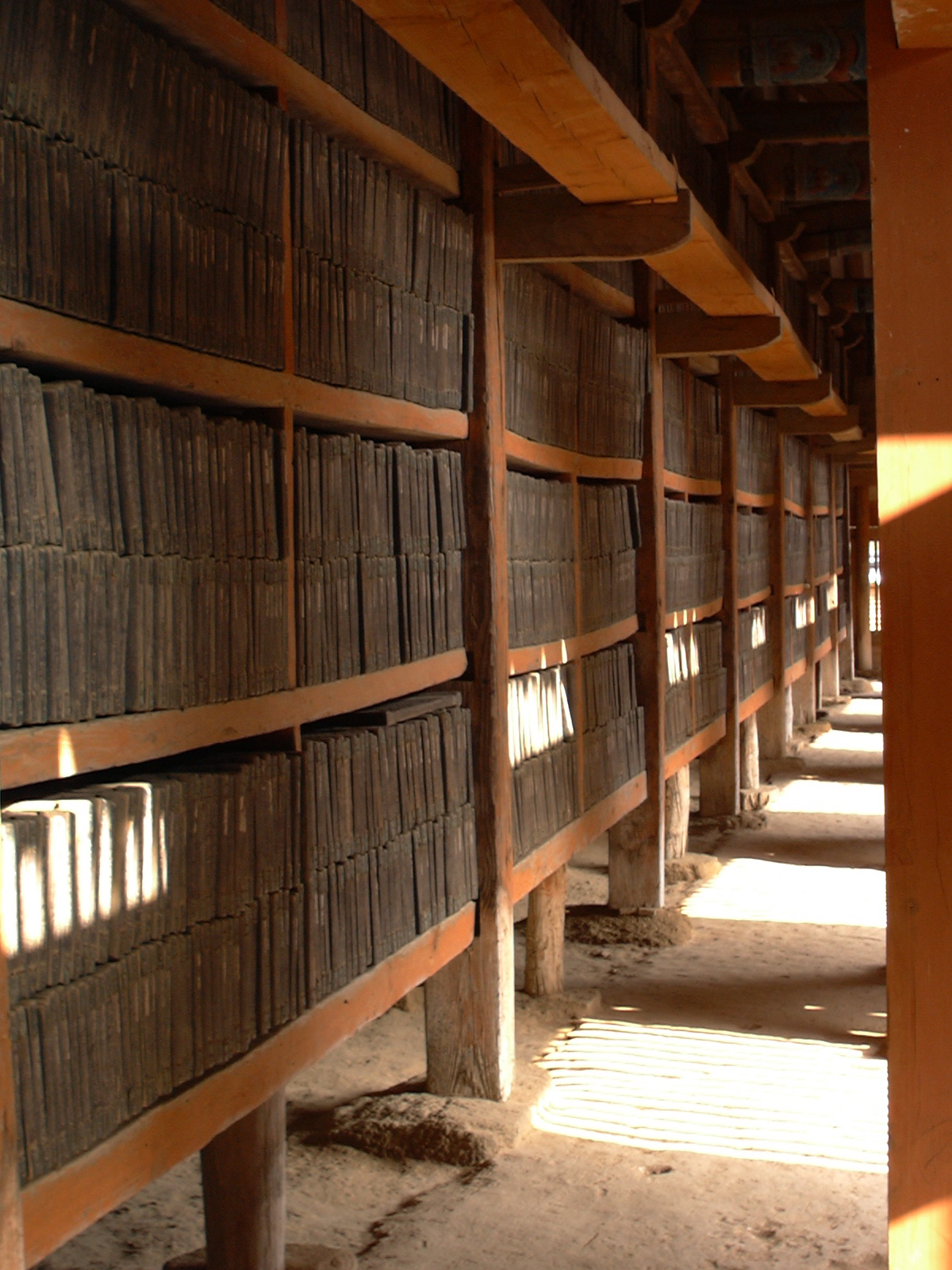
A gravação do Tripitaka Koreana original foi iniciada em 1011 durante as invasões Khitan para extrair força do Buda na defesa do reino.

À medida que o Império Khitan se expandia e se tornava mais poderoso, exigiu que Goryeo cedesse os Seis Assentamentos de Guarnição, mas Goryeo recusou.  Em 1009, Kang Cho deu um golpe de estado, assassinando Mokjong e instalando Hyeonjong no trono.  Goryeo enviou um emissário aos quitais dizendo-lhes que o rei anterior havia morrido e um novo rei havia ascendido ao trono. No ano seguinte, alguns membros da tribo Jurchén que estavam em conflito com Goryeo fugiram para os Khitans e contaram-lhes sobre o golpe. Sob o pretexto de vingar Mokjong, o Imperador Shengzong de Liao liderou uma invasão de Goryeo com um exército de 400.000 soldados.   Enquanto isso, Goryeo tentou estabelecer relações com Song, mas foi ignorado, pois Song havia concordado com o Tratado de Chanyuan em 1005.  Goryeo reuniu um exército de 300.000 homens sob o comando de Kang Cho. Na primeira batalha, as forças de Goryeo lideradas por Yang Kyu obtiveram uma vitória contra os Liao. Os Liao decidiram dividir suas forças com uma parte indo para o sul. O exército de Goryeo, sob a liderança de Kang Cho, perdeu a segunda batalha e sofreu pesadas baixas. O exército foi disperso e muitos comandantes foram capturados ou mortos, incluindo o próprio Kang Cho.   Mais tarde, Pyongyang foi defendida com sucesso, mas o exército Liao marchou em direção a Kaesong. 
Hyeonjong, seguindo o conselho de Kang Kam-ch'an, evacuou para o sul, para Naju. Pouco depois, os Liao venceram uma batalha campal fora de Kaesong e saquearam a cidade.   Ele então enviou Ha Kongjin [ko] e Ko Yŏnggi para pedir a paz,  com a promessa de que ele prestaria homenagem pessoalmente ao imperador Liao. Os Khitans, que estavam a sofrer ataques de distritos anteriormente rendidos e do exército coreano reagrupado que interrompeu as suas linhas de abastecimento, aceitaram e iniciaram a sua retirada.    O exército Liao ficou atolado nas montanhas durante o inverno e teve que abandonar grande parte de sua armadura.  Os Khitans foram atacados incessantemente durante a sua retirada; Yang Kyu resgatou entre mais de 10.000 e mais de 30.000 prisioneiros de guerra, mas morreu em batalha.    De acordo com o Goryeosa, devido aos ataques contínuos e às fortes chuvas, o exército Khitan foi devastado e perdeu suas armas ao cruzar o Yalu. Eles foram atacados enquanto cruzavam o rio Yalu e muitos se afogaram.  Depois disso, Hyeonjong não cumpriu sua promessa de prestar homenagem pessoalmente ao imperador Liao e, quando lhe foi exigido que cedesse os Seis Assentamentos de Guarnição, ele recusou.  
Os quitais construíram uma ponte sobre o Rio Yalu em 1014 e atacaram em 1015, 1016 e 1017:  a vitória foi para os coreanos em 1015, os quitais em 1016 e os coreanos em 1017.  Goryeo perdeu a região de Poju (Uiju). Em 1018, Liao lançou uma invasão liderada por Xiao Paiya, o irmão mais velho de Xiao Sunning, com um exército de 100.000 soldados.   O exército Liao tentou ir direto para Kaesong. Goryeo reuniu um exército de 208.000 homens sob o comando de Kang Kam-ch'an e emboscou o exército Liao, que sofreu pesadas baixas. O comandante de Goryeo, Kang Kam-ch'an, represou um grande afluente do rio Yalu e lançou a água sobre os desavisados soldados quitai, que foram então atacados por 12.000 cavaleiros de elite.   O exército Liao avançou em direção a Kaesong sob constante assédio inimigo. Após chegar às proximidades da capital bem defendida, um contingente de 300 cavaleiros enviados como batedores foi aniquilado, após o que o exército Liao decidiu retirar-se.   As tropas Liao seguiram em frente e seguiram em direção à capital, mas encontraram forte resistência e ataques constantes, sendo forçadas a recuar para o norte. Durante a retirada, 10.000 soldados do exército Liao foram aniquilados pelo exército Goryeo sob o comando de  ko de Goryeo. O exército Liao em retirada foi interceptado por Kang Kam-ch'an na atual Kusong e sofreu uma grande derrota, com apenas alguns milhares de soldados escapando.   
Shengzong pretendia invadir novamente e reuniu outro grande exército expedicionário em 1019, mas enfrentou oposição interna. Em 1020, Goryeo enviou tributo e Liao aceitou, retomando assim as relações tributárias nominais.   Shengzong não exigiu que Hyeonjong prestasse homenagem pessoalmente ou cedesse os Seis Assentamentos de Guarnição.  As únicas estipulações do tratado de paz formalizadas em 1022 foram uma "declaração de vassalagem" e a libertação de um enviado Liao detido. Um enviado Liao foi enviado no mesmo ano para investir formalmente o rei Goryeo e, após sua morte em 1031, seu sucessor Wang Hŭm também foi investido como rei pelo Liao. Depois de 1022, Goryeo não teve relações diplomáticas com os Song até 1070, com exceção de uma embaixada isolada em 1030. A única embaixada provavelmente estava relacionada à rebelião do povo Balhae na dinastia Liao. A rebelião foi rapidamente derrotada pelos Khitans, que retornaram para fazer cumprir as obrigações tributárias de Goryeo. Goryeo adotou o título de reinado de Liao no quarto mês de 1022.   A História de Liao afirma que Hyeonjong "se rendeu" e Shengzong o "perdoou", mas de acordo com Hans Bielenstein, "para sua linguagem dinástica, isso não significa mais do que que os dois estados concluíram a paz como parceiros iguais (formalizados em 1022)".  Bielenstein afirma que Hyeonjong manteve seu título de reinado e manteve relações diplomáticas com a dinastia Song. 
Kaesong foi reconstruída, mais grandiosa do que antes,  e, de 1033 a 1044, o Cheolli Jangseong, uma muralha que se estendia da foz do rio Yalu até a costa leste da Península Coreana, foi construída para defesa contra futuras invasões.  Liao nunca mais invadiu Goryeo.  

### Era de ouro

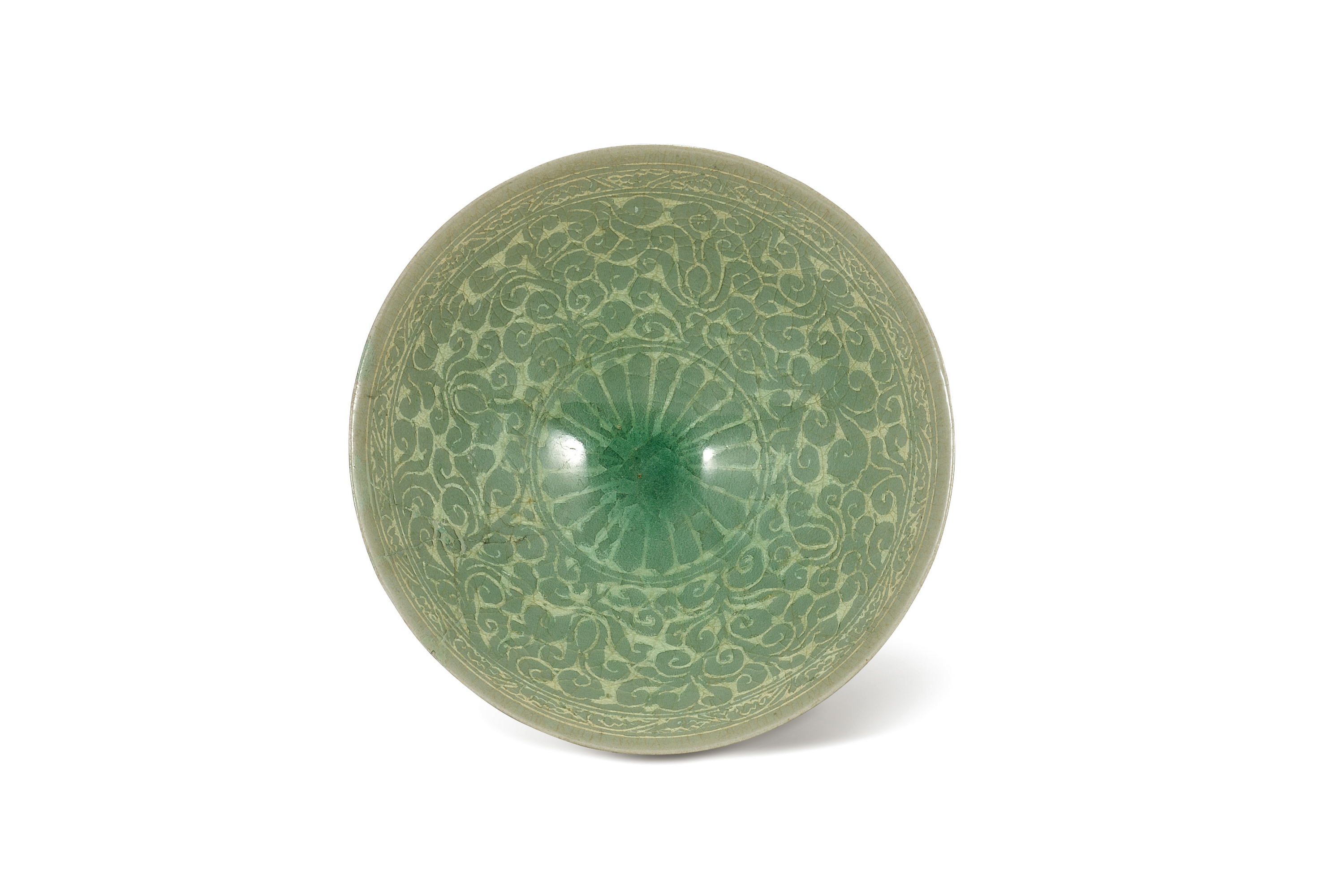
O início do século XII foi o auge da tradição coreana do celadon e viu o desenvolvimento completo da técnica indígena "sanggam" de celadon incrustado.

Após a Guerra Goryeo-Quitai, um equilíbrio de poder foi estabelecido no Leste Asiático entre Goryeo, Liao e Song.   Com a sua vitória sobre Liao, Goryeo estava confiante na sua capacidade militar e já não se preocupava com uma ameaça militar Khitan.  Fu Bi, um grande conselheiro da dinastia Song, tinha uma grande estima pela habilidade militar de Goryeo e disse que Liao tinha medo de Goryeo.   Além disso, em relação à atitude dos coreanos, ele disse: "Entre as muitas tribos e povos que, dependendo do seu poder de resistência, foram assimilados ou tornados tributários dos Khitan, os coreanos sozinhos não baixam a cabeça."  Song considerava Goryeo um potencial aliado militar e mantinha relações amigáveis como parceiros iguais.  Enquanto isso, Liao procurou construir laços mais estreitos com Goryeo e impedir uma aliança militar Song-Goryeo apelando à paixão de Goryeo pelo budismo, e ofereceu conhecimento e artefatos budistas de Liao a Goryeo.  Durante o século XI, Goryeo era visto como "o estado que poderia dar ascendência militar aos Song ou Liao".  Quando os enviados imperiais, que representavam os imperadores de Liao e Song, foram a Goryeo, foram recebidos como pares, não como suseranos.   A reputação internacional de Goryeo foi grandemente melhorada.   A partir de 1034, comerciantes de Song e enviados de várias tribos Jurchen e do reino Tamna compareceram ao Palgwanhoe anual em Kaesong, a maior celebração nacional em Goryeo;  os comerciantes Song compareceram como representantes da China, enquanto os enviados Jurchen e Tamna compareceram como membros da tianxia de Goryeo.  Durante o reinado de Munjong, o Heishui Mohe e o Japão, entre muitos outros, também compareceram.  O reino Tamna da Ilha de Jeju foi incorporado a Goryeo em 1105. 
A idade de ouro de Goryeo durou cerca de 100 anos no início do século XII e foi um período de conquistas comerciais, intelectuais e artísticas.  A capital era um centro de comércio e indústria, e seus comerciantes desenvolveram um dos primeiros sistemas de contabilidade de partidas dobradas do mundo, chamado sagae chibubeop, que foi usado até 1920.   O Goryeosa regista a chegada de mercadores da Arábia em 1024, 1025 e 1040,  e centenas de mercadores de Song todos os anos, a partir da década de 1030.  Houve desenvolvimentos na impressão e publicação, disseminando o conhecimento da filosofia, literatura, religião e ciência.  Goryeo publicou e importou livros prolificamente e, no final do século XI, exportou livros para a China; a dinastia Song transcreveu milhares de livros coreanos.  O primeiro Tripitaka Koreana, com cerca de 6.000 volumes, foi concluído em 1087.  A academia privada Munheon gongdo foi fundada em 1055 por Ch'oe Ch'ung, conhecido como "Confúcio de Haedong", e logo depois havia 12 academias privadas em Goryeo que rivalizavam com a universidade nacional de Gukjagam .   Em resposta, vários governantes de Goryeo reformaram e revitalizaram o sistema educacional nacional, produzindo estudiosos proeminentes como Kim Pu-sik.  Em 1101, a gráfica Seojeokpo foi estabelecida em Gukjagam .  No início do século XII, foram criadas escolas locais chamadas hyanghak .  A reverência de Goryeo pelo aprendizado é atestada no Gaoli tujing, ou Goryeo dogyeong, um livro de um enviado da dinastia Song que visitou Goryeo em 1123.   O reinado de Munjong, de 1046 a 1083, foi chamado de "Reinado de Paz" (hangul: 태평성대; hanja: 太平聖代) e é considerado o período mais próspero e pacífico da história de Goryeo. Munjong foi altamente elogiado e descrito como "benevolente" e "sagrado" (賢聖之君) no Goryeosa.   Além disso, ele alcançou o epítome do florescimento cultural em Goryeo.  Munjong teve 13 filhos: os três mais velhos sucederam-no no trono, e o quarto foi o proeminente monge budista Uicheon. 
Goryeo foi um período de grandes conquistas na arte e cultura coreanas, como o Celadon de Koryŏ, que foi muito elogiado na dinastia Song,   e o Tripitaka Koreana, que foi descrito pela UNESCO como "um dos mais importantes e completos corpus de textos doutrinários budistas do mundo", com os 81.258 blocos de impressão gravados originais ainda preservados no templo Haeinsa.  No início do século XIII, Goryeo desenvolveu tipos móveis feitos de metal para imprimir livros, 200 anos antes de Johannes Gutenberg na Europa.   

### Guerra Goryeo-Jurchén

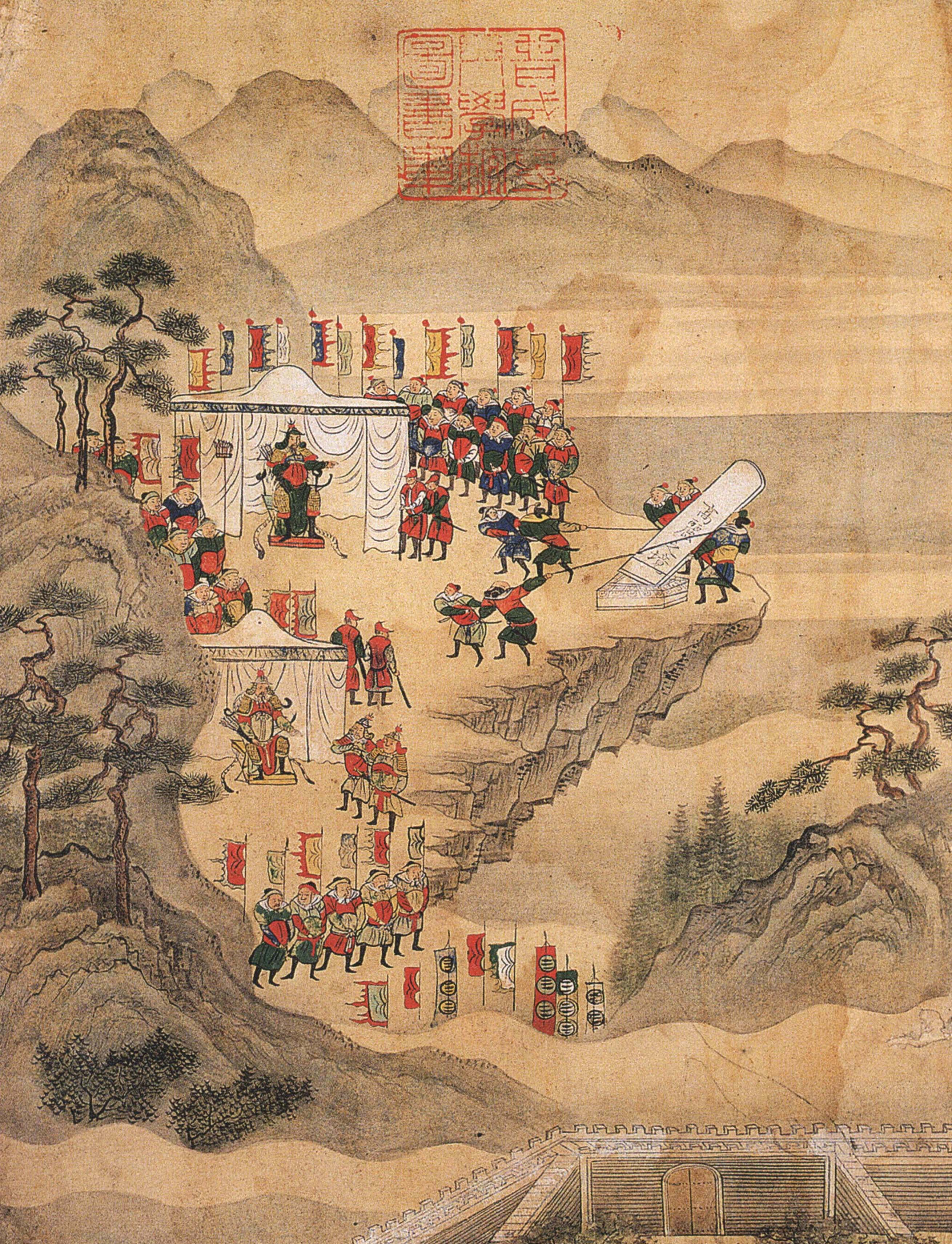
General Yun Kwan (1040–1111) e seu exército.

Os Jurchéns na região do Rio Yalu eram tributários de Goryeo desde o reinado de Taejo de Goryeo (r. 918-943), que os recorreu durante as guerras do período dos Três Reinos Posteriores. Taejo confiou fortemente em uma grande força de cavalaria Jurchén para derrotar Baekje Posterior. Os Jurchéns trocaram de aliança entre Liao e Goryeo diversas vezes, dependendo de qual consideravam mais apropriado. Os Liao e Goryeo competiram para ganhar a lealdade dos colonos Jurchéns que efetivamente controlavam grande parte da área de fronteira além das fortificações de Goryeo e Liao.  Esses Jurchéns ofereciam tributos, mas esperavam ser ricamente recompensados pela corte de Goryeo em troca. No entanto, os Jurchéns que ofereciam tributos eram frequentemente os mesmos que invadiam as fronteiras de Goryeo. Em um caso, o tribunal de Goryeo descobriu que um líder Jurchén que havia trazido tributos estava por trás dos recentes ataques em seu território. A fronteira estava em grande parte fora do controle direto e presentes generosos eram distribuídos como forma de controlar os Jurchéns. Às vezes, os Jurchéns se submetiam a Goryeo e recebiam a cidadania.  Os habitantes de Goryeo foram proibidos de negociar com os Jurchéns. 
As relações tributárias entre Jurchéns e Goryeo começaram a mudar sob o reinado do líder Jurchén Wuyashu (r. 1103–1113) do clã Wanyan. O clã Wanyan estava intimamente ciente dos Jurchéns que se submeteram a Goryeo e usaram seu poder para quebrar a lealdade dos clãs a Goryeo, unificando os Jurchéns. O conflito resultante entre as duas potências levou à retirada de Goryeo do território Jurchén e ao reconhecimento do controle Jurchén sobre a região contestada.   
À medida que a situação geopolítica mudava, Goryeo desencadeou uma série de campanhas militares no início do século XII para retomar o controle de suas fronteiras. Goryeo já havia entrado em conflito com os Jurchéns antes. Em 984, Goryeo não conseguiu controlar a bacia do rio Yalu devido ao conflito com os Jurchéns.  Em 1056, Goryeo repeliu os Jurchéns Orientais e depois destruiu sua fortaleza de mais de 20 aldeias.  Em 1080, Munjong de Goryeo liderou uma força de 30.000 homens para conquistar dez aldeias. Entretanto, com a ascensão do clã Wanyan, a qualidade do exército de Goryeo se degradou e ele consistia principalmente de infantaria. Houve vários confrontos com os Jurchens, geralmente resultando na vitória dos Jurchens com seus cavaleiros montados. Em 1104, os Jurchéns de Wanyan chegaram a Chongju enquanto perseguiam tribos que os resistiam. Goryeo enviou Im Gan para confrontar os Jurchéns, mas seu exército destreinado foi derrotado, e os Jurchens tomaram o castelo de Chongju. Im Gan foi demitido do cargo e reintegrado, morrendo como funcionário público em 1112. O esforço de guerra foi assumido por Yun Kwan, mas a situação era desfavorável e ele retornou após fazer a paz.  
Yun Kwan acreditava que a perda se devia à inferioridade da cavalaria e propôs ao rei que uma força de elite conhecida como Byeolmuban (別武班; "Exército de Guerra Especial") fosse criada. Ele existia separadamente do exército principal e era composto de cavalaria, infantaria e um Hangmagun ("Subjugar Corpo de Demônios"). Em dezembro de 1107, Yun Kwan e O Yŏnch'ong partiram com 170.000 soldados para conquistar os Jurchens. O exército venceu os Jurchéns e construiu Nove Fortalezas em uma ampla área na fronteira que abrangia as terras tribais Jurchen, e ergueu um monumento para marcar a divisa. Entretanto, devido aos incessantes ataques Jurchen, apelos diplomáticos e intrigas da corte, as Nove Fortalezas foram devolvidas aos Jurchens. Em 1108, Yun Kwan foi removido do cargo e as Nove Fortalezas foram entregues ao clã Wanyan.    É plausível que os Jurchens e Goryeo tivessem algum tipo de entendimento implícito de que os Jurchéns cessariam seus ataques enquanto Goryeo aproveitaria o conflito entre os Jurchéns e os Quitais para ganhar território. De acordo com Breuker, Goryeo nunca teve realmente o controle da região ocupada pelas Nove Fortalezas, e manter a hegemonia significaria um conflito prolongado com as tropas Jurchen militarmente superiores, o que seria muito custoso. As Nove Fortalezas foram trocadas por Poju (Uiju), uma região que os Jurchéns mais tarde contestaram quando Goryeo hesitou em reconhecê-los como seu suserano. 
Mais tarde, o irmão mais novo de Wuyashu, Aguda, fundou a Dinastia Jin (1115–1234). Quando o Jin foi fundado, os Jurchéns chamavam Goryeo de seu "país-mãe" ou país "pai e mãe". Isto porque tradicionalmente fazia parte do seu sistema de relações tributárias, da sua retórica, da sua cultura avançada, bem como da ideia de que era "filho bastardo de Koryŏ".   Os Jin também acreditavam que compartilhavam uma ancestralidade comum com o povo Balhae na dinastia Liao.  Os Jin conquistaram a dinastia Liao em 1125 e capturaram a capital Song, Kaifeng, em 1127 (incidente de Jingkang). Os Jin também pressionaram Goryeo e exigiram que ela se tornasse seu súdito. Embora muitos em Goryeo fossem contra isso, Yi Cha-gyŏm estava no poder na época e julgou que relações pacíficas com os Jin seriam benéficas para seu próprio poder político. Ele aceitou as exigências de Jin e em 1126, o rei de Goryeo declarou-se vassalo (tributário) de Jin.    Entretanto, o rei de Goryeo manteve sua posição como "Filho do Céu" dentro de Goryeo. Ao incorporar a história dos Jurchéns à de Goryeo e enfatizar os imperadores Jin como descendentes bastardos de Goryeo, e colocar os Jin dentro do modelo de uma "dinastia do norte", a imposição da suserania Jin tornou-se mais aceitável. 

### Lutas pelo poder
O clã Inju Yi casou mulheres com os reis desde a época de Munjong até o 17º rei, Injong. Eventualmente, o clã Inju Yi ganhou mais poder do que o próprio monarca. Isso levou ao golpe de Yi Cha-gyŏm em 1126. Falhou, mas o poder do monarca foi enfraquecido; Goryeo sofreu uma guerra civil entre a nobreza. 
Em 1135, Myocheong argumentou a favor da mudança da capital para Seogyeong (hoje Pyongyang). Esta proposta dividiu os nobres. Uma facção, liderada por Myocheong, acreditava em mudar a capital para Pyongyang e expandir para a Manchúria. O outro, liderado por Kim Pu-sik (autor do Samguk sagi), queria manter o status quo. Myocheong não conseguiu persuadir o rei; ele se rebelou e estabeleceu o estado de Daebang, mas falhou e ele foi morto. 

### Regime militar
Embora Goryeo tenha sido fundada pelos militares, sua autoridade estava em declínio. Em 1014, ocorreu um golpe, mas os efeitos da rebelião não duraram muito, apenas deixando os generais descontentes com a supremacia atual dos oficiais civis. 
Além disso, durante o reinado do Rei Uijong, os oficiais militares foram proibidos de entrar no Conselho de Segurança e, mesmo em tempos de emergência estatal, não lhes foi permitido assumir comandos.  Após o caos político, Uijong começou a gostar de viajar para templos locais e estudar sutra, enquanto estava quase sempre acompanhado por um grande grupo de oficiais civis. Os oficiais militares foram amplamente ignorados e até mobilizados para construir templos e lagos. 
A partir de 1170, o governo de Goryeo foi de facto controlado por uma sucessão de famílias poderosas da classe guerreira, mais notavelmente a família Ch'oe, numa ditadura militar semelhante a um xogunato. 
Em 1170, um grupo de oficiais do exército liderados por Chŏng Chung-bu, Yi Ŭi-bang e Yi Ko lançou um golpe de estado e obteve sucesso.  O Rei Uijong foi para o exílio e o Rei Myeongjong foi colocado no trono. O poder efetivo, no entanto, estava com uma sucessão de generais que usavam uma unidade de guarda de elite conhecida como Tobang para controlar o trono: o governo militar de Goryeo havia começado. Em 1179, o jovem general Kyŏng Tae-sŭng subiu ao poder e iniciou uma tentativa de restaurar o poder total do monarca e expurgar a corrupção do estado. 
No entanto, ele morreu em 1183 e foi sucedido por Yi Ŭi-min, que veio de uma origem nobi (escravo).   Durante esse período, apesar de quase três séculos de governo Goryeo, a lealdade ao antigo reino Silla e às tradições Silla permaneceu latente na área de Kyŏngju. Houve várias rebeliões do movimento de restauração de Silla para derrubar o governo de Goryeo sobre o povo Sillan.  A corrupção e a crueldade desenfreadas de Yi  levaram a um golpe do general Ch'oe Ch'ung-hŏn,  que assassinou Yi Ui-min e assumiu o poder supremo em 1197.  Durante os 61 anos seguintes, a casa Ch'oe governou como ditadores militares, mantendo os reis como monarcas fantoches;  Ch'oe Ch'ung-hŏn foi sucedido por seu filho Ch'oe U, seu neto Ch'oe Hang  e seu bisneto Ch'oe Ŭi. 
Quando assumiu o controle, Ch'oe Ch'ung-hŏn forçou Myeongjong a sair do trono e o substituiu pelo Rei Sinjong.  O que era diferente dos antigos líderes militares era o envolvimento ativo de estudiosos no controle de Ch'oe, principalmente o primeiro-ministro Yi Kyu-bo, que era um estudioso-oficial confucionista. 
Após a morte de Sinjong, Ch'oe forçou seu filho a subir ao trono como Huijong. Após 7 anos, Huijong liderou uma revolta, mas falhou. Então, Ch'oe encontrou o flexível Rei Gojong. 
Embora a Casa de Ch'oe tenha estabelecido fortes indivíduos privados leais a ela, a invasão contínua dos mongóis devastou toda a terra, resultando em uma capacidade de defesa enfraquecida, e também o poder do regime militar diminuiu. 

### Invasões mongóis e dominação Yuan

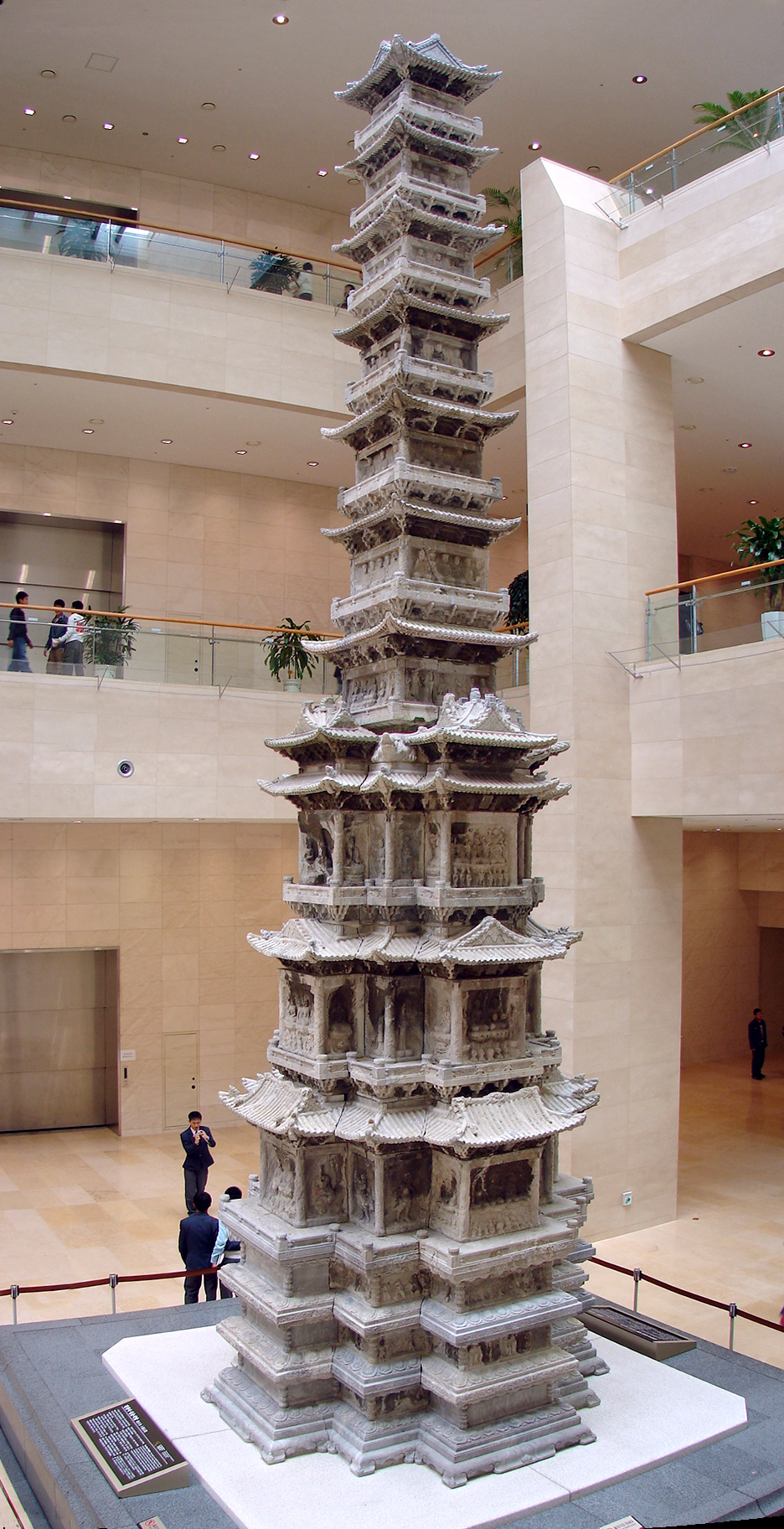
O Pagode Gyeongcheonsa é um pagode de mármore de 10 andares feito em 1348 que agora fica no Museu Nacional da Coreia.

Fugindo dos mongóis, em 1216 os quitais invadiram Goryeo e derrotaram os exércitos coreanos várias vezes, chegando até os portões da capital e atacando profundamente no sul, mas foram derrotados pelo general coreano Kim Ch'wi-ryŏ (hangul: 김취려; hanja: 金就礪) que os empurrou de volta para o norte, para Pyongan,   onde os quitais restantes foram eliminados pelas forças aliadas Mongol-Goryeo em 1219.  

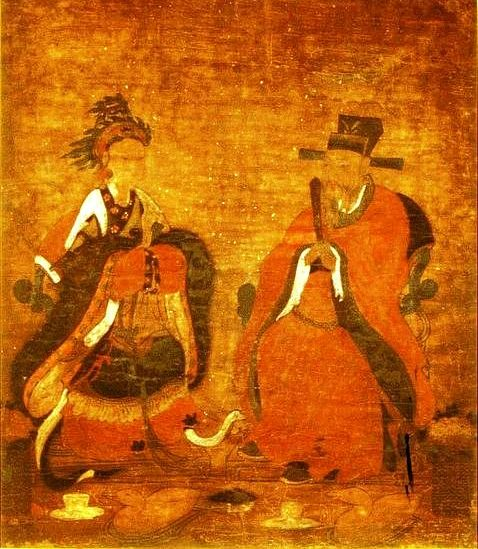
Rei Gongmin (1330–1374) e Princesa Noguk.

A tensão continuou durante o século XII e até o século XIII, quando as invasões mongóis começaram. Após quase 30 anos de guerra, Goryeo jurou lealdade aos mongóis, com o governo dinástico direto da monarquia de Goryeo. 
Em 1231, os mongóis sob o comando de Ögedei Khan invadiram Goryeo após as consequências das forças conjuntas Goryeo-Mongóis contra os Khitans em 1219.  A corte real mudou-se para Ganghwado, na Baía de Gyeonggi, em 1232. O governante militar da época, Ch'oe U, insistiu em revidar. Goryeo resistiu por cerca de 30 anos, mas finalmente pediu a paz em 1259.
Enquanto isso, os mongóis iniciaram uma campanha de 1231 a 1259 que devastou partes de Gyeongsang e Jeolla. Houve seis grandes campanhas: 1231, 1232, 1235, 1238, 1247, 1253; entre 1253 e 1258, os mongóis sob o comando do general Jalairtai Qorchi de Möngke Khan lançaram quatro invasões devastadoras contra a Coreia, com um custo tremendo de vidas civis em toda a península coreana.
A resistência civil foi forte, e a Corte Imperial em Ganghwa tentou fortalecer sua fortaleza. A Coreia obteve várias vitórias, mas os militares coreanos não conseguiram resistir às ondas de invasões. As repetidas invasões mongóis causaram estragos, perdas de vidas humanas e fome na Coreia. Em 1236, Gojong ordenou a recriação da Tripitaka Coreana, que foi destruída durante a invasão de 1232. Esta coleção de escrituras budistas levou 15 anos para ser esculpida em cerca de 81.000 blocos de madeira e está preservada até hoje. 
Em março de 1258, o ditador Ch'oe Ŭi foi assassinado por Kim Chun. Assim, a ditadura de seu grupo militar chegou ao fim, e os estudiosos que insistiram na paz com a Mongólia ganharam o poder. Goryeo nunca foi conquistada pelos mongóis, mas exausto após décadas de luta, Goryeo enviou o príncipe herdeiro Wonjong à capital Yuan para jurar lealdade aos mongóis; Kublai Khan aceitou e casou uma de suas filhas com o príncipe herdeiro coreano.  Khubilai, que se tornou cã dos mongóis e imperador da China em 1260, não impôs governo direto sobre a maior parte de Goryeo. A Coreia de Goryeo, em contraste com a China Song, foi tratada mais como uma potência da Ásia Central. A dinastia foi autorizada a sobreviver,  e o casamento entre mongóis foi encorajado, mesmo com a família imperial mongol, enquanto o casamento entre chineses e mongóis foi estritamente proibido quando a dinastia Song terminou. Alguns oficiais militares que se recusaram a render-se formaram a Rebelião Sambyeolcho e resistiram nas ilhas da costa sul da Península Coreana. 

### Período posterior

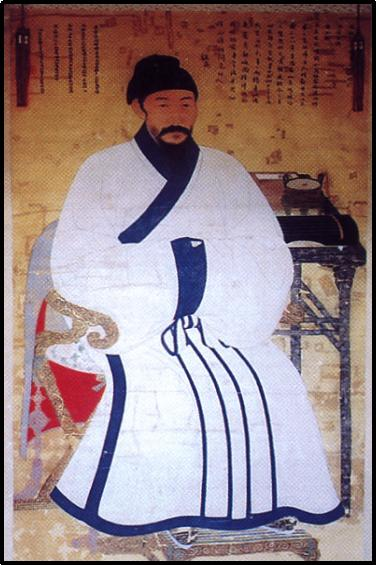
Yi Je-hyun (1287–1367), um burocrata civil e estudioso neoconfucionista da Dinastia Goryeo.

Depois de 1270, Goryeo se tornou um estado cliente semiautônomo da dinastia Yuan. Os mongóis e o Reino de Goryeo se uniram por meio de casamentos e Goryeo se tornou khuda (aliança de casamento), vassalo da dinastia Yuan por cerca de 80 anos, e os monarcas de Goryeo eram principalmente genros imperiais (khuregen). As duas nações ficaram interligadas por 80 anos, pois todos os reis coreanos subsequentes se casaram com princesas mongóis,  e a última imperatriz da dinastia Yuan, a Imperatriz Gi, era filha de um oficial de nível inferior de Goryeo;  A Imperatriz Gi foi enviada para Yuan como uma das muitas kongnyŏ (貢女; lit. 'mulheres de tributo', que eram na verdade escravas enviadas como um sinal de submissão de Goryeo aos mongóis)  e se tornou imperatriz em 1365.  A Imperatriz Gi teve grande influência política tanto na corte Yuan quanto na Goryeo, e até conseguiu aumentar significativamente o status e a influência dos membros de sua família, incluindo seu pai, que foi formalmente feito rei na corte Yuan, e seu irmão Gi Cheol, que em algum momento conseguiu obter mais autoridade do que o rei Goryeo.  Em 1356, o Rei Gongmin expurgou a família da Imperatriz Gi.  Os reis de Goryeo tinham um status importante como outras famílias importantes de Mardin, os uigures e mongóis (Oirates, Khongirad e Ikeres).   Afirma-se que um dos monarcas de Goryeo era o neto mais amado de Kublai Khan. 
A dinastia Goryeo sobreviveu sob o domínio Yuan até que o Rei Gongmin começou a expulsar as guarnições mongóis do Yuan na década de 1350. Em 1356, Goryeo recuperou seus territórios perdidos no norte. 

### Última reforma

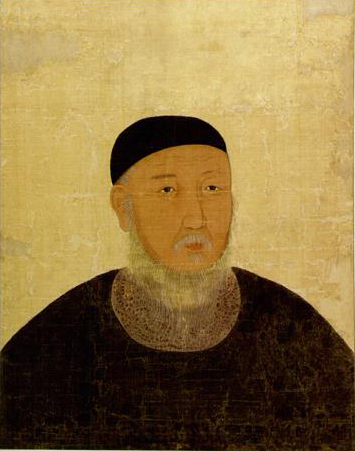
Yŏm Che-sin (1304–1382) foi o principal oponente político do monge Sin Ton, que estava no poder.

Quando o Rei Gongmin ascendeu ao trono, Goryeo estava sob a influência da China Mongol Yuan. Ele foi forçado a passar muitos anos na corte Yuan, sendo enviado para lá em 1341 como um prisioneiro virtual antes de se tornar rei. Ele se casou com a princesa mongol Princesa Noguk (também conhecida como Rainha Indeok). Mas em meados do século XIV o Yuan estava começando a ruir, sendo logo substituído pela dinastia Ming em 1368. O rei Gongmin iniciou esforços para reformar o governo de Goryeo e remover as influências mongóis. 
Seu primeiro ato foi remover todos os aristocratas e oficiais militares pró-mongóis de seus cargos. Os mongóis anexaram as províncias do norte de Goryeo após as invasões e as incorporaram ao seu império como as prefeituras de Ssangseong e Dongnyeong. O exército de Goryeo retomou essas províncias em parte graças à deserção de Yi Cha-ch'un, um oficial coreano de menor importância a serviço dos mongóis em Ssangseong, e seu filho Yi Sŏng-gye. Além disso, os generais Yi Sŏng-gye e Chi Yong-su (hangul: 지용수; hanja: 池龍壽) liderou uma campanha em Liaoyang. 
Após a morte da esposa de Gongmin, Noguk, em 1365, ele entrou em depressão. No final, ele se tornou indiferente à política e confiou essa grande tarefa ao monge budista Sin Ton. Mas depois de seis anos, Sin Ton perdeu seu cargo. Em 1374, Gongmin foi morto por Hong Ryun (hangul: 홍륜), Ch'oe Man-saeng (hangul: 최만생), e outros. 
Após sua morte, um alto funcionário, Yi In-im, assumiu o comando do governo e entronizou o Rei U, de onze anos, filho do Rei Gongmin. 
Durante esse período tumultuado, Goryeo conquistou Liaoyang momentaneamente em 1356, repeliu duas grandes invasões dos Turbantes Vermelhos em 1359 e 1360 e derrotou a tentativa final dos Yuan de dominar Goryeo quando o General Ch'oe Yŏng derrotou um tumen mongol invasor em 1364. Durante a década de 1380, Goryeo voltou sua atenção para a ameaça Wokou e usou artilharia naval criada por Ch'oe Mu-sŏn para aniquilar centenas de navios piratas. 

### Queda
Em 1388, o Rei U (filho do Rei Gongmin e uma concubina) e o general Ch'oe Yŏng planejaram uma campanha para invadir a atual Liaoning da China. O Rei U colocou o general Yi Sŏng-gye (mais tarde Taejo) no comando, mas ele parou na fronteira e se rebelou. 
Goryeo caiu para o general Yi Sŏng-gye, que matou os últimos três reis de Goryeo, usurpou o trono e estabeleceu em 1392 a Dinastia Joseon. 

## Governo
Até 1270, quando Koryŏ capitulou aos mongóis após trinta anos de resistência, os primeiros governantes Koryŏ e a maioria dos seus funcionários tinham uma visão "pluralista" (tawŏnjŏk) que reconhecia impérios maiores e iguais na China e na Manchúria, ao mesmo tempo que colocava Koryŏ como o centro de um mundo separado e limitado governado pelo imperador Koryŏ, que reivindicava um estatuto ritual reservado ao Filho do Céu.  – Henry Em

Ilustração do Sutra Amitayurdhyana, c. século XIII. Um palácio exemplificando a arquitetura de Goryeo é retratado.

Goryeo se posicionou no centro de seu próprio "mundo" (hangul: 천하; hanja: 天下) chamado "Haedong".  Haedong, que significa "Leste do Mar", era um mundo distinto e independente que abrangia o domínio histórico do "Samhan", outro nome para os Três Reinos da Coreia.  Os governantes de Goryeo, ou Haedong, usavam os títulos de imperador e Filho do Céu.  Títulos imperiais foram usados desde a fundação de Goryeo, e o último rei de Silla se dirigiu a Wang Geon como o Filho do Céu quando ele capitulou.  Postumamente, nomes de templos com os caracteres imperiais de progenitor (hangul: 조; hanja: 祖) e ancestral (hangul: 종; hanja: 宗) foram utilizados.  Designações e terminologias imperiais eram amplamente utilizadas, como "imperatriz", "príncipe herdeiro imperial", "edito imperial" e "palácio imperial".  
Os governantes de Goryeo vestiram roupas amarelas imperiais, fizeram sacrifícios ao Céu e investiram seus filhos como reis.  Goryeo utilizou o sistema imperial dos Três Departamentos e Seis Ministérios da dinastia Tang e tinha seu próprio "sistema microtributário" que incluía tribos Jurchen fora de suas fronteiras.   O exército de Goryeo foi organizado em 5 exércitos, como um império, em oposição a 3, como um reino.  Goryeo manteve várias capitais: a capital principal "Gaegyeong" (também chamada de "Hwangdo" ou "Capital Imperial")  na atual Kaesong, a "Capital Ocidental" na atual Pyongyang, a "Capital Oriental" na atual Gyeongju e a "Capital do Sul" na atual Seul .  A capital principal e o palácio principal foram projetados e destinados a serem uma capital imperial e um palácio imperial.   As capitais secundárias representavam as capitais dos Três Reinos da Coreia. 
As dinastias Song, Liao e Jin estavam bem informadas e toleravam as reivindicações e práticas imperiais de Goryeo.   De acordo com Henry Em, [a]s vezes os rituais de recepção Song para os enviados Koryŏ e os rituais de recepção Koryŏ para os enviados imperiais de Song, Liao e Jin sugeriam relações iguais em vez de hierárquicas".  Em 1270, Goryeo capitulou aos mongóis e tornou-se um "estado genro" semi-autônomo (hangul: 부마국; hanja: 駙馬國) da dinastia Yuan, pondo fim ao seu sistema imperial. A dinastia Yuan rebaixou os títulos imperiais de Goryeo e acrescentou "chung" (hangul: 충; hanja: 忠), que significa "lealdade", aos nomes dos templos dos reis de Goryeo, começando com Chungnyeol. Isto continuou até meados do século XIV, quando Gongmin declarou a independência. 

### Militares
As forças armadas compreendem tanto o exército quanto a marinha. Líderes militares eram nomeados por reis/imperadores. 

### Administração regional
Goryeo foi fundada no século X, e tinha sua capital em Gaegyeong (hoje Kaesong). Conquistou Silla e Baekje Posterior, e também conquistou partes do antigo território de Goguryeo.  Goryeo tinha três subcapitais: Donggyeong (hoje Gyeongju), Namgyeong (hoje Seul) e Seogyeong (hoje Pyongyang). 
Goryeo reorganizou suas províncias várias vezes. Originalmente, o país tinha um distrito real (기내; 畿內; ginae) ao redor de Gaegyeong e doze distritos administrativos (목; 牧; mok).  Em 995, os doze distritos foram redivididos em dez províncias (도; 道; do). Em 1005, as dez províncias foram novamente redivididas, desta vez em cinco províncias e dois distritos de fronteira (계; 界; gye). Gyojudo mais tarde se tornou sua própria província após 1178, tornando-se seis províncias e dois distritos de fronteira.

## Relações exteriores
Goryeo se filiou às sucessivas Cinco Dinastias de curta duração, começando com a dinastia Shatuo Tang Posterior em 933, e Taejo foi reconhecido como o sucessor legítimo de Dongmyeong de Goguryeo.  
Em 962, Goryeo estabeleceu relações com a nascente dinastia Song.  Song não tinha real suserania sobre Goryeo, e Goryeo enviava tributos principalmente para fins comerciais.  Mais tarde, Goryeo estabeleceu relações tributárias nominais com a dinastia quitai Liao e depois com a dinastia Jurchén Jin, ao mesmo tempo em que mantinha relações comerciais e não oficiais com a dinastia Song. As missões coreanas na China tinham como objetivo buscar conhecimento em áreas como confucionismo, budismo, história e outros assuntos, além de conduzir diplomacia e comércio. As missões para Song em 976, 986 e depois de 1105 permaneceram lá para estudo. Goryeo solicitou textos dos Song em 991, 993, 1019, 1021, 1073, 1074, 1092 e depois de 1105. Eles também trouxeram textos para a China. Missões diplomáticas eram realizadas para anunciar aniversários, mortes e sucessões. O comércio, em particular, era um aspecto importante de todas as missões.  Esperava-se que o tributo anual fosse trocado por um pagamento adequado.  Em 1093, Su Shi sugeriu que os enviados de Goryeo deveriam se limitar ao comércio de produtos comerciais, como seda e cabelo, em vez de livros.  Às vezes, as missões eram enviadas mesmo que não fossem recebidas para realizar comércio. 

As Cinco Dinastias, a Dinastia Song e a Dinastia Jin fingiram que Goryeo era um vassalo tributário. No entanto, isso era uma ficção. As Cinco Dinastias e a Song não compartilhavam fronteiras com Goryeo e não tinham como afirmar supremacia sobre ela. As invasões Liao de Goryeo de 993 a 1020 foram repelidas com sucesso. O Jin não fez nenhum esforço semelhante contra Goryeo.  Goryeo não era vassalo desses poderes e enfrentou com sucesso Liao e Jin por meio de diplomacia inteligente e apaziguamento mínimo. Goryeo foi autônoma até o domínio mongol.  O sinólogo Hans Bielenstein descreveu a natureza das relações tributárias nominais de Goryeo com as dinastias na China:
As Cinco Dinastias, Sung, Liao e Chin, todas gostavam de fingir que Koryŏ era um vassalo tributário. Nada poderia estar mais errado. As Cinco Dinastias e Sung não tinham fronteira comum com Koryŏ e nenhuma maneira, mesmo que possuíssem os recursos militares, de afirmar qualquer supremacia sobre ela. As invasões Liao de Koryŏ de 993 a 1020 foram repelidas com sucesso pelos coreanos. Os Chin não fizeram nenhuma tentativa séria contra Koryŏ. Os historiadores dinásticos aceitaram, no entanto, a ficção oficial e se referiram a Koryŏ por uma terminologia irrealista.

Para repetir, Koryŏ não era um vassalo com deveres tributários para as Cinco Dinastias, Sung, Liao e Chin. Apesar de seu tamanho menor, ele foi capaz de enfrentar Liao e Chin, e não teve que comprar a paz. Isso exigiu diplomacia inteligente e um mínimo de apaziguamento. Apesar da fachada, retórica e até mesmo uma pitada de nostalgia pelos bons e velhos tempos da amizade coreana-chinesa, Koryŏ conseguiu manter sua autonomia até o advento dos mongóis.  – Hans Bielenstein, ''Diplomacy and Trade in the Chinese World, 589–1276'' (2005)
Em 1270, Goryeo capitulou à dinastia Yuan, que exerceu uma influência poderosa sobre os assuntos de Goryeo e a sucessão dos reis de Goryeo.  Goryeo permaneceu sob a dinastia Yuan até meados do século XIV. 
Goryeo usou vários calendários. Em 938, foi utilizado o calendário Jin Posterior, em 948 a Han Posterior, em 952 a Zhou Posterior, em 963 Song, em 994 Liao, em 1016 Song e em 1022 Liao. Em 1136, Goryeo recebeu um calendário Jin. É possível que Goryeo tenha usado calendários diferentes simultaneamente, dependendo do país com o qual lidava. 
| Ano       | Cinco Dinastias/Song | Quitais | Jurchéns |
| --------- | -------------------- | ------- | -------- |
| 907–926   | 3                    | 6       |          |
| 927–946   | 11                   | 2       |          |
| 947–966   | 11                   |         |          |
| 967–986   | 7                    |         |          |
| 987–1006  | 11                   | 14      |          |
| 1007–1026 | 7                    | 9       |          |
| 1027–1046 | 1                    | 10      |          |
| 1047–1066 |                      | 15      |          |
| 1067–1086 | 8                    | 8       |          |
| 1087–1106 | 7                    | 11      |          |
| 1107–1126 | 9                    | 5       | 2        |
| 1127–1146 | 5                    |         | 45       |
| 1147–1166 | 2                    |         | 43       |
| 1167–1186 |                      |         | 47       |
| 1187–1206 |                      |         | 45       |
| 1207–1226 |                      |         | 8        |

## Sociedade

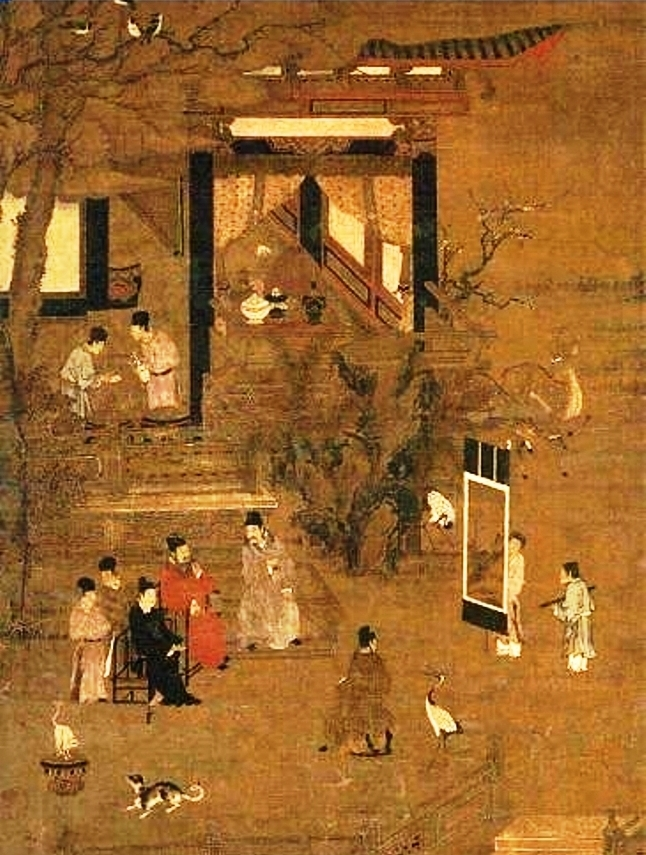
Uma pintura de Goryeo que retrata a nobreza de Goryeo.

### Nobreza
Na época de Goryeo, a nobreza coreana era dividida em 6 classes: 
- Gukgong (hangul: 국공; hanja: 國公), duque de uma nação
- Gungong (hangul: 군공; hanja: 郡公), duque de um condado
- Hyeonhu (hangul: 현후; hanja: 縣侯), marquês de uma cidade
- Hyeonbaek (hangul: 현백; hanja: 縣伯), conde de uma cidade
- Gaegukja (hangul: 개국자; hanja: 開國子) ou hyeonja (hangul: 현자; hanja: 縣子), visconde de uma cidade
- Hyeonnam (hangul: 현남; hanja: 縣男), barão de uma cidade

Também o título taeja (hangul: 태자; hanja: 太子) foi dado aos filhos do monarca. Na maioria dos outros países do leste asiático, esse título significava príncipe herdeiro. Taeja era semelhante a Daegun (hangul: 대군; hanja: 大君) ou arma (hangul: 군; hanja: 君) de Joseon. 

### Religião

#### Budismo

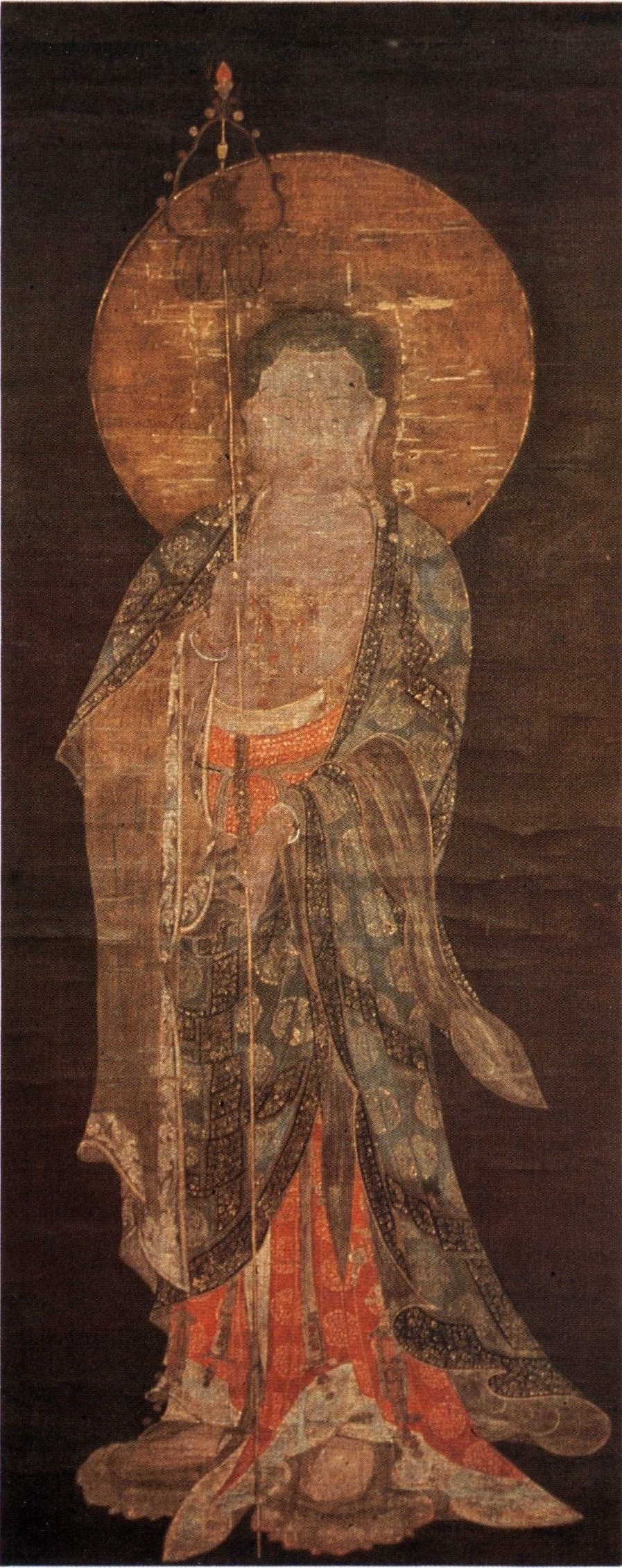
Pintura de Ksitigarbha, Goryeo Coreia

O budismo na Coreia medieval evoluiu de maneiras que angariaram apoio para o estado. 

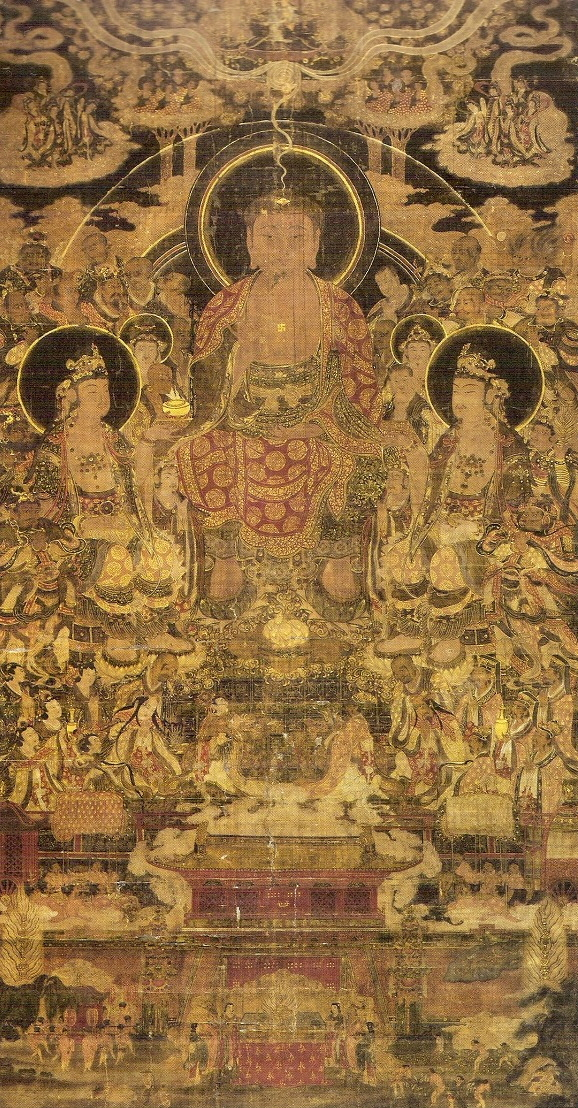
Ilustração do sutra Maitreyavyakarana (彌勒下生經變相圖)

Inicialmente, as novas escolas Seon foram consideradas pelas escolas doutrinárias estabelecidas como radicais e perigosas. Assim, os primeiros fundadores dos vários mosteiros das “nove montanhas”  encontraram considerável resistência, reprimida pela longa influência na corte das escolas Gyo. As lutas que se seguiram continuaram durante a maior parte do período Goryeo, mas gradualmente o argumento Seon para a posse da verdadeira transmissão da iluminação ganharia vantagem.  A posição que foi geralmente adotada nas escolas Seon posteriores, devido em grande parte aos esforços de Jinul, não reivindicou a superioridade clara dos métodos de meditação Seon, mas sim declarou a unidade intrínseca e as semelhanças dos pontos de vista Seon e Gyo.  Embora todas essas escolas sejam mencionadas em registros históricos, no final da dinastia, Seon se tornou dominante em seu efeito sobre o governo e a sociedade, e na produção de estudiosos e adeptos notáveis. Durante o período Goryeo, Seon tornou-se completamente uma "religião do estado", recebendo amplo apoio e privilégios por meio de conexões com a família governante e membros poderosos da corte.  Embora o budismo predominasse, o taoísmo era praticado em alguns templos, assim como o xamanismo. 
Embora a maioria das escolas escolares tenha diminuído em atividade e influência durante este período de crescimento de Seon, a escola Hwaeom continuou a ser uma fonte viva de bolsa de estudos até o Goryeo, grande parte dela continuando o legado de Uisang e Wonhyo.  Em particular, o trabalho de Gyunyeo (均如; 923–973) preparou a reconciliação de Hwaeom e Seon,  com a atitude complacente de Hwaeom para com o último.  As obras de Gyunyeo são uma fonte importante de estudos modernos na identificação da natureza distinta do Hwaeom coreano. 
Outro importante defensor da unidade Seon/Gyo foi Uicheon. Como a maioria dos outros primeiros monges de Goryeo, ele começou seus estudos no budismo na escola Hwaeom. Mais tarde, ele viajou para a China e, ao retornar, promulgou ativamente os ensinamentos Cheontae (天台宗, ou Tiantai em chinês), que se tornaram reconhecidos como outra escola Seon. Este período passou a ser descrito como "cinco escolas doutrinárias e duas meditacionais" (Ogyo Yangjong). O próprio Uicheon, no entanto, alienou muitos adeptos de Seon e morreu relativamente jovem sem ver a unidade Seon-Gyo concretizada. 

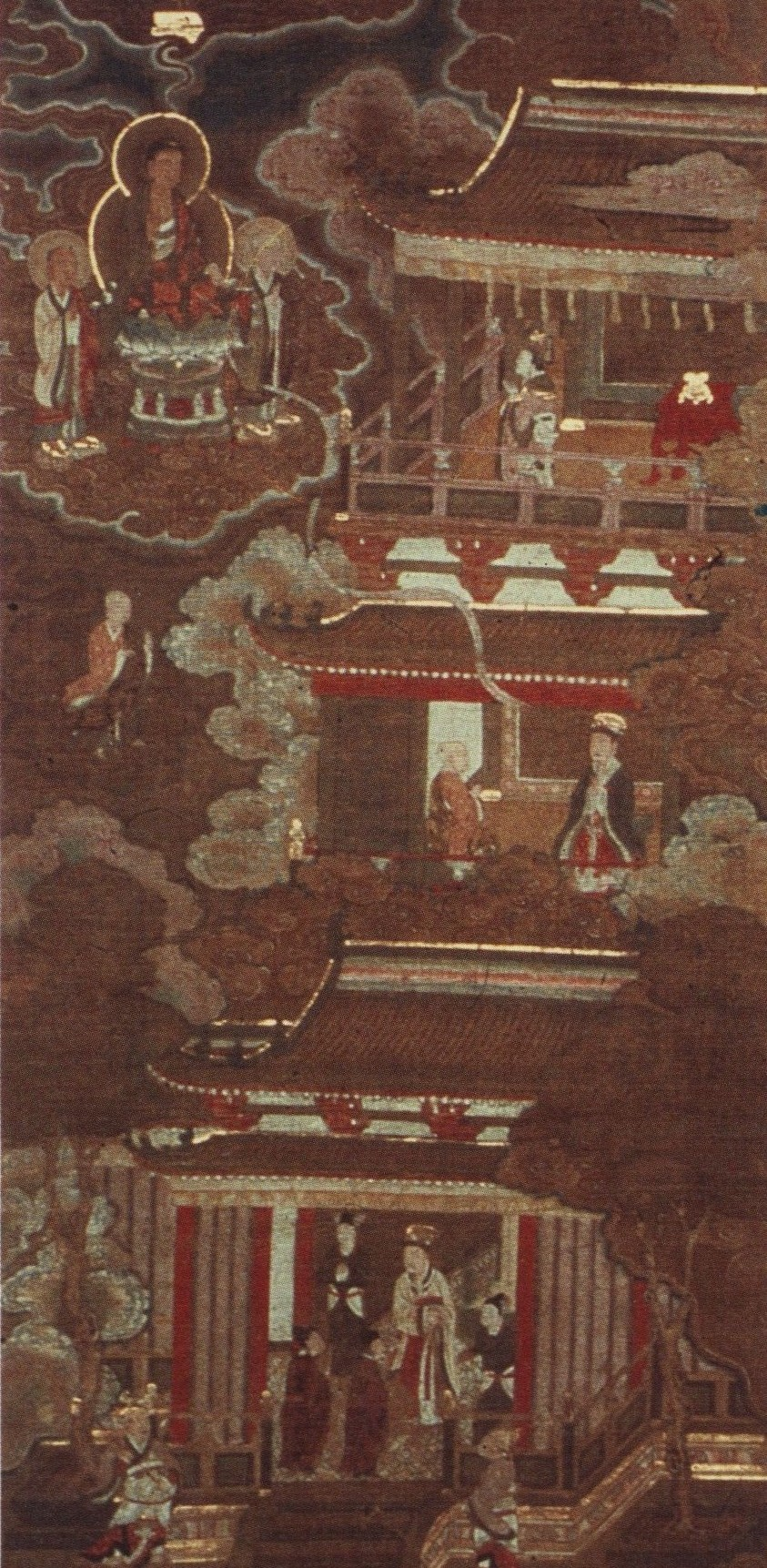
Gwangyeongseopum Byeonsangdo, pintura budista de Goryeo.

A figura mais importante de Seon no Goryeo foi Jinul (知訥; 1158–1210). Em sua época, a sangha estava em crise de aparência externa e questões internas de doutrina. O budismo foi gradualmente infectado por tendências e envolvimentos seculares, como adivinhação e oferendas de orações e rituais para obter sucesso em empreendimentos seculares. Esse tipo de corrupção resultou na profusão de um número cada vez maior de monges e freiras com motivações questionáveis. Portanto, a correção, a revitalização e a melhoria da qualidade do budismo eram questões importantes para os líderes budistas da época. 
Jinul procurou estabelecer um novo movimento dentro do Seon coreano, que ele chamou de "sociedade samādhi e prajñā",  cujo objetivo era estabelecer uma nova comunidade de praticantes disciplinados e de mente pura nas profundezas das montanhas.  Ele finalmente cumpriu esta missão com a fundação do mosteiro Seonggwangsa no Monte Jogye (曹溪山).  Os trabalhos de Jinul são caracterizados por uma análise completa e reformulação das metodologias de estudo e prática do Seon. Uma questão importante que há muito fermentava no Seon chinês, e que recebia atenção especial de Jinul, era a relação entre métodos "graduais" e "repentinos" na prática e na iluminação. Baseando-se em vários tratamentos chineses deste tópico, mais importantemente aqueles de Zongmi (780–841) e Dahui (大慧; 1089–1163),  Jinul criou um ditado de "iluminação repentina seguida de prática gradual", que ele delineou em alguns textos relativamente concisos e acessíveis.  De Dahui, Jinul também incorporou o método gwanhwa (觀話) em sua prática.  Esta forma de meditação é o principal método ensinado no Seon coreano atualmente. A resolução filosófica de Jinul para o conflito Seon-Gyo teve um efeito profundo e duradouro no budismo coreano. 

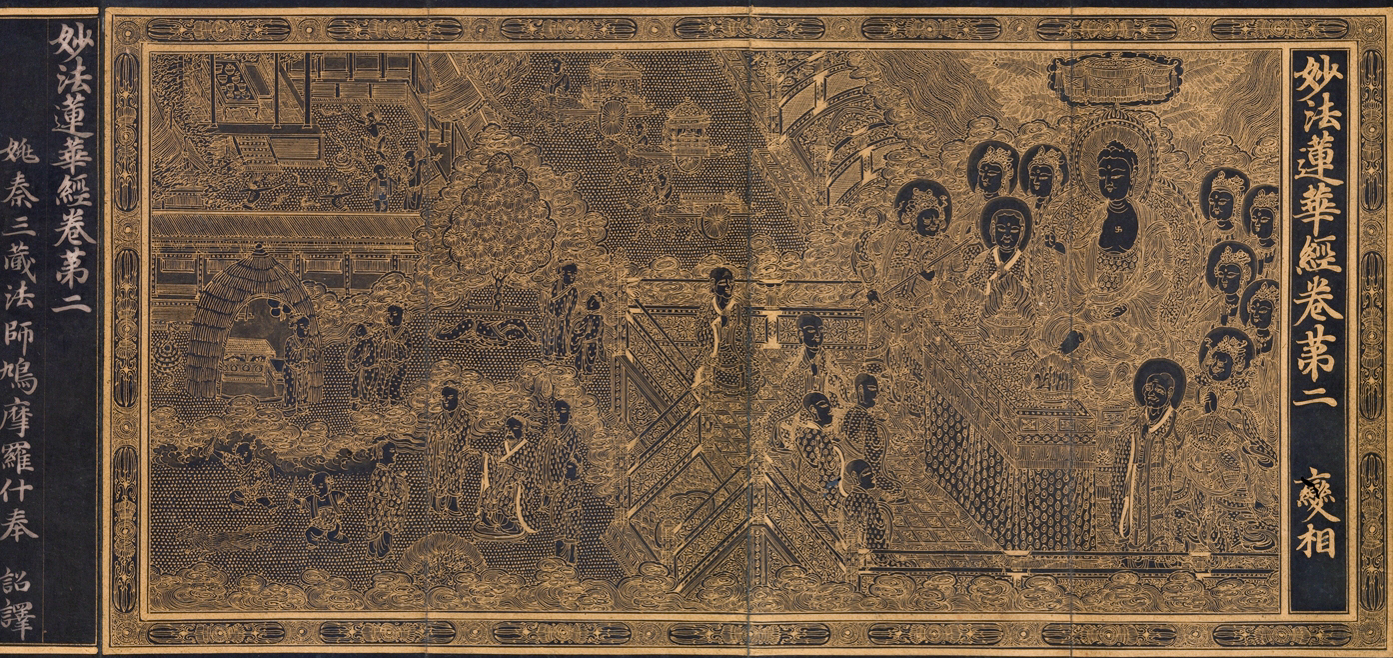
Manuscrito ilustrado do Sutra de Lótus, c. 1340

A tendência geral do budismo na segunda metade do Goryeo foi um declínio devido à corrupção e ao surgimento de um forte sentimento político e filosófico antibudista.  No entanto, esse período de relativa decadência produziria alguns dos mais renomados mestres Seon da Coreia. Três monges importantes deste período que figuraram com destaque no planejamento do futuro curso do Seon coreano foram contemporâneos e amigos: Gyeonghan Baeg'un (景閑白雲; 1298–1374), Taego Bou (太古普愚; 1301–1382) e Naong Hyegeun (懶翁慧勤; 1320–1376). Todos os três foram para Yuan, na China, para aprender o ensinamento gwanhwa Linji (臨濟 ou Imje em coreano), que havia sido popularizado por Jinul. Todos os três retornaram e estabeleceram os métodos agressivos e confrontacionais da escola Imje em seus próprios ensinamentos. Diz-se também que cada um dos três teve centenas de discípulos, de modo que essa nova infusão no Seon coreano trouxe um efeito considerável. Apesar da influência Imje, que era geralmente considerada anti-acadêmica por natureza, Gyeonghan e Naong, sob a influência de Jinul e da tendência tradicional Tongbulgyo, demonstraram um interesse incomum no estudo das escrituras, bem como uma forte compreensão do confucionismo e do taoísmo, devido à crescente influência da filosofia chinesa como base da educação oficial. A partir dessa época, surgiu uma tendência marcante dos monges budistas coreanos de serem expoentes dos "três ensinamentos". 
Um evento histórico significativo do período Goryeo é a produção da primeira edição em xilogravura do Tripitaka, chamada Tripitaka Koreana. Foram feitas duas edições, a primeira concluída de 1210 a 1231, e a segunda de 1214 a 1259. A primeira edição foi destruída em um incêndio, durante um ataque de invasores mongóis em 1232, mas a segunda edição ainda existe em Haeinsa, na província de Gyeongsang. Esta edição do Tripitaka era de alta qualidade e serviu como versão padrão do Tripitaka no Leste Asiático por quase 700 anos. 

#### Confucionismo
Gwangjong criou os exames nacionais para o serviço público.  Seongjong foi uma figura fundamental no estabelecimento do confucionismo. Ele fundou Gukjagam,  a mais alta instituição educacional da dinastia Goryeo. Isso foi facilitado pelo estabelecimento em 1398 da Sungkyunkwan – uma academia com um currículo confucionista – e pela construção de um altar no palácio, onde o rei adoraria seus ancestrais.

#### Islã
De acordo com Goryeosa, os muçulmanos chegaram à península no ano de 1024 no reino de Goryeo,  um grupo de cerca de 100 muçulmanos, incluindo Hasan Raza, chegou em setembro do 15º ano de Hyeonjong de Goryeo e outro grupo de 100 comerciantes muçulmanos chegou no ano seguinte.
As relações comerciais entre o mundo islâmico e a península coreana continuaram com o sucessor do reino Goryeo até o século XV. Como resultado, vários comerciantes muçulmanos do Oriente Próximo e da Ásia Central se estabeleceram na Coreia e constituíram famílias lá. Alguns muçulmanos Hui da China também parecem ter vivido no reino de Goryeo. 
Com os exércitos mongóis vieram os chamados Saengmokin (Semu), ou "povo de olhos coloridos", este grupo era composto por muçulmanos da Ásia Central.  Na ordem social mongol, os Saengmokin ocupavam uma posição logo abaixo dos próprios mongóis e exerciam grande influência dentro da dinastia Yuan.
Foi durante este período que poemas satíricos foram compostos e um deles foi o Sanghwajeom, a "padaria dos olhos de cor", a canção conta a história de uma mulher coreana que vai a uma padaria muçulmana para comprar alguns bolinhos. 

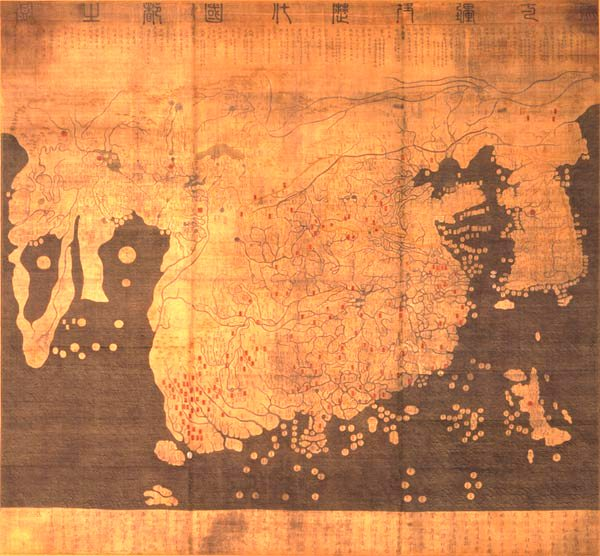
Kangnido reflete o conhecimento geográfico da China durante o Império Mongol, quando informações geográficas sobre os países ocidentais se tornaram disponíveis por meio de geógrafos islâmicos.

O contato em pequena escala com povos predominantemente muçulmanos continuou de forma intermitente. Durante o final do período Goryeo, havia mesquitas na capital Kaesong, chamadas Ye-Kung, cujo significado literário é "salão cerimonial". 
Um desses imigrantes da Ásia Central na Coreia veio originalmente para o país como ajudante de uma princesa mongol que havia sido enviada para se casar com o rei Chungnyeol de Goryeo. Os documentos de Goryeo dizem que seu nome original era Samga, mas, depois que ele decidiu fazer da Coreia seu lar permanente, o rei concedeu-lhe o nome coreano de Jang Sun-nyong.  Jang se casou com uma coreana e se tornou o ancestral fundador do clã Deoksu Jang. Seu clã produziu muitos altos funcionários e respeitados estudiosos confucionistas ao longo dos séculos. Vinte e cinco gerações depois, cerca de 30.000 coreanos olham para Jang Sunnyong como o avô do seu clã: o clã Jang, com sede na aldeia de Toksu. 
O mesmo se aplica aos descendentes de outro centro-asiático que se estabeleceu na Coreia. Um centro-asiático chamado Seol Son fugiu para a Coreia quando a Rebelião dos Turbantes Vermelhos eclodiu perto do fim da dinastia Yuan dos mongóis.  Ele também se casou com uma coreana, dando origem a uma linhagem chamada Gyeongju Seol, que afirma ter pelo menos 2.000 membros na Coreia.

##### Soju
O soju foi destilado pela primeira vez por volta do século XIII, durante as invasões mongóis da Coreia. Os mongóis adquiriram a técnica de destilação do Araque do mundo muçulmano  durante a invasão da Ásia Central e do Oriente Médio por volta de 1256, foi posteriormente introduzida aos coreanos e destilarias foram instaladas ao redor da cidade de Kaesong. Na verdade, na área ao redor de Kaesong, Soju é conhecido como Arak-ju (hangul: 아락주).  Sob o reinado do Rei Chungnyeol, o soju rapidamente se tornou uma bebida popular, enquanto a região estacionada das tropas mongóis passou a produzir soju de alta qualidade, por exemplo em Andong. 

## Cultura

### Literatura
As histórias oficiais da Coreia primitiva, como o Samguk sagi e o Samguk yusa, escritas em chinês clássico, continuam sendo algumas das obras históricas mais importantes da historiografia coreana.   :264
Vários sistemas de escrita que utilizavam o valor fonético dos caracteres hanja foram usados para transcrever o coreano antigo, sendo o idu o mais notável deles, pois era usado para fins administrativos e manutenção de registros. Esta escrita tem origem em Goguryeo e foi projetada para um tipo muito específico de sintaxe que fazia uso de partículas posposicionais, como o marcador acusativo coreano antigo, terminando *-ul/*-ur, representado por 尸 'cadáver' e 乙 '2ª raiz celestial'. Foi finalmente eliminado quando se tornou muito impraticável com a invenção do Hangeul. 
O gugyeol foi usado para dar brilho aos poemas do chinês médio para que os coreanos pudessem lê-los, com duas versões sendo usadas limitadas por seus períodos de tempo. O Gugyeol interpretativo foi predominante até o século XII e deveria informar ao leitor o significado do texto, devendo ser lido em coreano antigo. A forma posterior de Gugyeol que apareceu no século XIII tinha como objetivo tornar possível soletrar o poema do chinês médio para o leitor médio, que não saberia como o chinês soava, inferindo a pronúncia coreana nele. 
A poesia Hyangga, que fazia uso do Hyangchal, outro sistema de escrita usado para escrever o coreano antigo, era contrária à crença comum ainda difundida durante Goryeo, e vários dos poemas sobreviventes que foram atribuídos ao período Silla Unificado foram revelados como tendo sido criados durante Goryeo. O Cheoyongga é um desses exemplos, uma história sobre um homem e sua esposa infiel. 
A aristocracia Goryeo enfatizou o envolvimento com a alta literatura e a poesia da corte em chinês clássico.  Aprender poesia chinesa, bem como compor poesia em chinês clássico, era uma atividade de lazer popular para a aristocracia. 

#### Tripitaka Coreana
Tripitaka Coreana (hangul: 팔만대장경) é uma coleção coreana do Tripitaka de aproximadamente 80.000 páginas. Os blocos de madeira usados para imprimi-lo estão armazenados no templo Haeinsa, na província de Gyeongsang do Sul. A segunda versão foi feita em 1251 por Gojong numa tentativa de invocar o poder do budismo para afastar a invasão mongol. Os blocos de madeira são mantidos limpos, deixando-os secar ao ar livre todos os anos. O Tripiṭaka Koreana foi designado Tesouro Nacional da Coreia do Sul em 1962 e inscrito no Registro da Memória do Mundo da UNESCO em 2007.  

### Arte

#### Celadon de Goryeo
A cerâmica de Goryeo é considerada por alguns como as melhores obras de cerâmica em pequena escala da história coreana. Desenhos de trastes, folhas, faixas de flores geométricas ou em espiral, painéis elípticos, peixes e insetos estilizados e o uso de desenhos incisos começaram nessa época. Os esmaltes geralmente tinham vários tons de celadon, com esmaltes marrons ou quase pretos sendo usados para cerâmica e armazenamento. Os esmaltes celadon podem ser tornados quase transparentes para mostrar incrustações em preto e branco. 

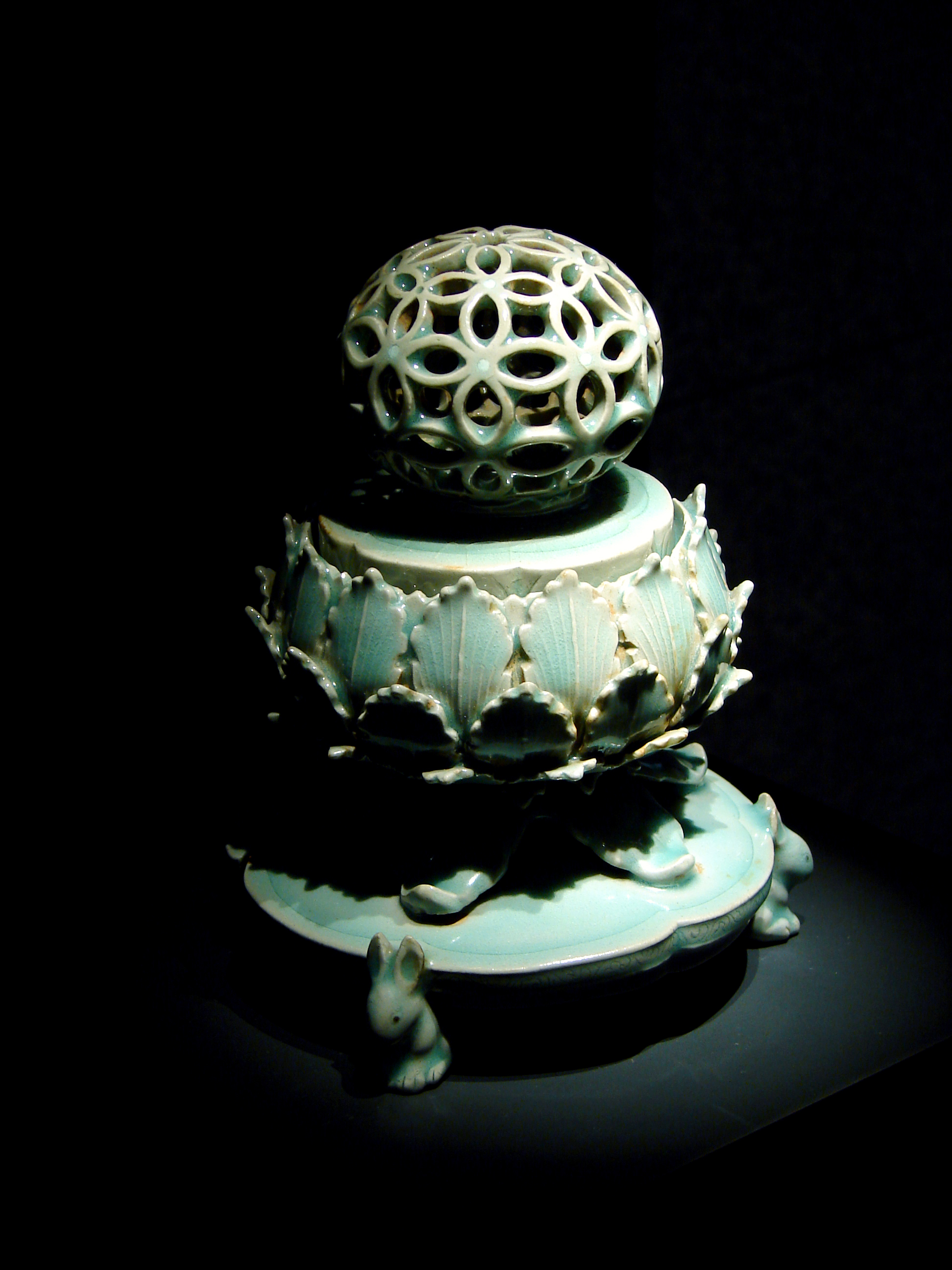
Queimador de incenso Celadon. Tesouros Nacionais da Coreia do Sul.

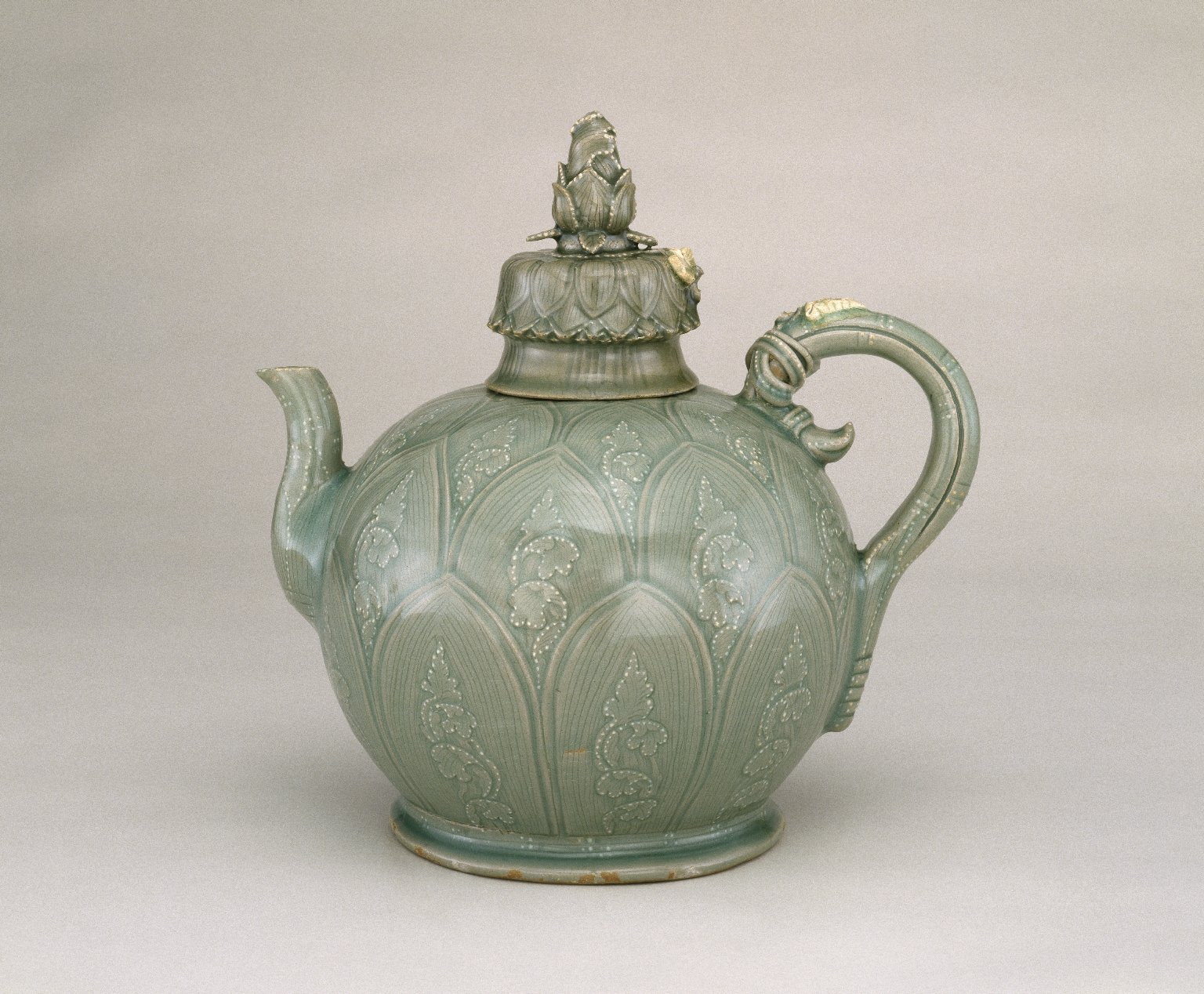
Jarro com tampa, primeira metade do século XII. Grés com decoração de deslizamento sob o vidrado e esmalte celadon. Cerâmicas celadon da dinastia Goryeo (918–1392) estão entre as obras mais celebradas da arte coreana. Sua cor verde luminosa é o resultado do ferro, tanto na argila quanto no esmalte, oxidando em um forno de redução. Museu do Brooklyn

Embora as formas geralmente vistas sejam garrafas de ombros largos, tigelas maiores e baixas ou tigelas menores e rasas, caixas de cosméticos celadon altamente decoradas e pequenas xícaras incrustadas, as cerâmicas budistas também produziam vasos em formato de melão e xícaras de crisântemo, muitas vezes com design arquitetônico espetacular em suportes com motivos de lótus e cabeças de flores de lótus. Também foram descobertas tigelas para esmolas com bordas curvas, semelhantes aos utensílios de metal coreanos. As taças de vinho geralmente tinham um pé alto que ficava apoiado em suportes em formato de prato. 

#### Louça lacada com incrustações de madrepérola

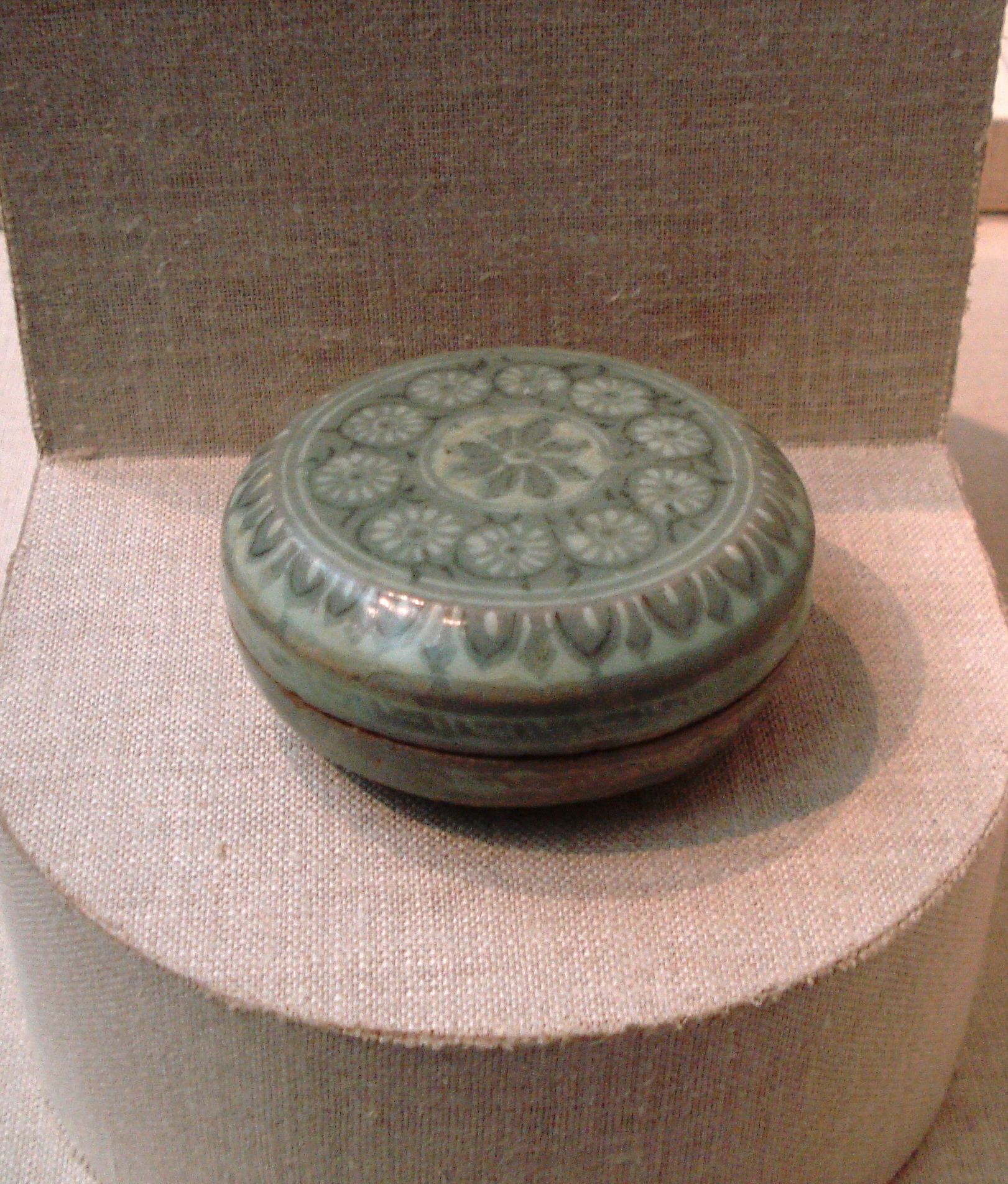
Uma caixa de cosméticos de grés coreana com incrustações brancas e pretas e um esmalte celadon, da Dinastia Goryeo, datada de c. 1150–1250

Durante o período Goryeo, a laca com incrustações de madrepérola atingiu um ponto alto de realização técnica e estética e foi amplamente utilizada por membros da aristocracia em utensílios e vasos rituais budistas, bem como em selas de cavalo e carruagens reais. Lacas incrustadas combinam textura, cor e forma para produzir um efeito deslumbrante em objetos grandes e pequenos. Embora a laca coreana do período Goryeo fosse muito valorizada em todo o Leste Asiático, sabe-se que menos de quinze exemplares sobreviveram, um dos quais é esta caixa requintada na coleção do Museu. Essa escassez de material é amplamente atribuída à fragilidade dos objetos de laca e, até certo ponto, às guerras e ataques de potências estrangeiras, principalmente aqueles lançados do Japão por Toyotomi Hideyoshi (1536–1598) no final do século XVI. 

#### Técnicas de construção
Essas cerâmicas são de um corpo porcelânico duro, tendo a pedra de porcelana como um dos principais ingredientes; no entanto, não devem ser confundidas com porcelana. O corpo é pobre em argila, rico em quartzo, rico em potássio e praticamente idêntico em composição à cerâmica chinesa Yueh, que os estudiosos acreditam ter ocasionado a primeira produção de celadon na Coreia. O esmalte é um esmalte de cinzas com corante de ferro, queimado em atmosfera de redução em um forno 'dragão' de estilo chinês modificado. O característico tom azul-acinzentado-esverdeado do celadon coreano é causado pelo teor de ferro do esmalte com um mínimo de contaminante de titânio, o que modifica a cor para um tom mais esverdeado, como pode ser visto nas peças chinesas Yueh. No entanto, os ceramistas de Goryeo levaram o esmalte em uma direção diferente de seus antepassados chineses; em vez de depender apenas de desenhos incisos sob o esmalte, eles acabaram desenvolvendo a técnica sanggam de incrustação de preto (magnetita) e branco (quartzo), o que criou um contraste ousado com o esmalte. Os estudiosos também teorizam que isso se desenvolveu em parte devido a uma tradição de incrustação em metalurgia e laca coreanas, e também à insatisfação com o efeito quase invisível da incisão quando feita sob um espesso esmalte celadon. 

#### Celadon moderno
O renascimento da cerâmica celadon de Goryeo começou no início do século XX. Desempenhando um papel de liderança em seu renascimento estava Yu Geun-hyeong, um Tesouro Nacional Vivo cujo trabalho foi documentado no curta-metragem de 1979, Koryo Celadon. 

## Tecnologia
É geralmente aceito que o primeiro tipo móvel de metal do mundo foi inventado em Goryeo durante o século XIII por Ch'oe Yun-ŭi.      O primeiro livro de tipos móveis de metal foi o Sangjeong Gogeum Yemun, impresso em 1234. A tecnologia na Coreia deu um grande passo em Goryeo e a forte relação com a Dinastia Song contribuiu para isso. Na dinastia, a cerâmica e o papel coreanos, que perduram até hoje, começaram a ser fabricados. 

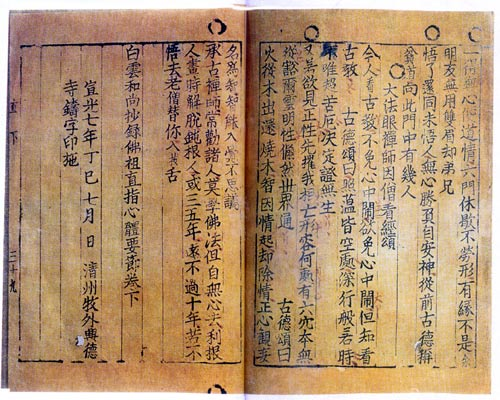
Jikji, Ensinamentos Selecionados de Sábios Budistas e Mestres Seon, o primeiro livro conhecido impresso com tipos metálicos móveis, 1377. Biblioteca Nacional de Paris.

O algodão foi introduzido na década de 1370. 
Durante o final da Dinastia Goryeo, Goryeo estava na vanguarda da artilharia naval. Em 1356, os primeiros experimentos foram realizados com armas de pólvora que disparavam projéteis de madeira ou metal. Em 1373, experimentos com flechas incendiárias e "tubos de fogo", possivelmente uma forma inicial do Hwacha, foram desenvolvidos e colocados em navios de guerra coreanos. A política de colocação de canhões e outras armas de pólvora continuou durante a dinastia Joseon e, em 1410, mais de 160 navios de guerra Joseon tinham canhões a bordo. Ch'oe Mu-sŏn, um inventor, comandante militar e cientista coreano medieval que introduziu o uso generalizado da pólvora na Coreia pela primeira vez e criou várias armas baseadas nela. 